# 恵那市

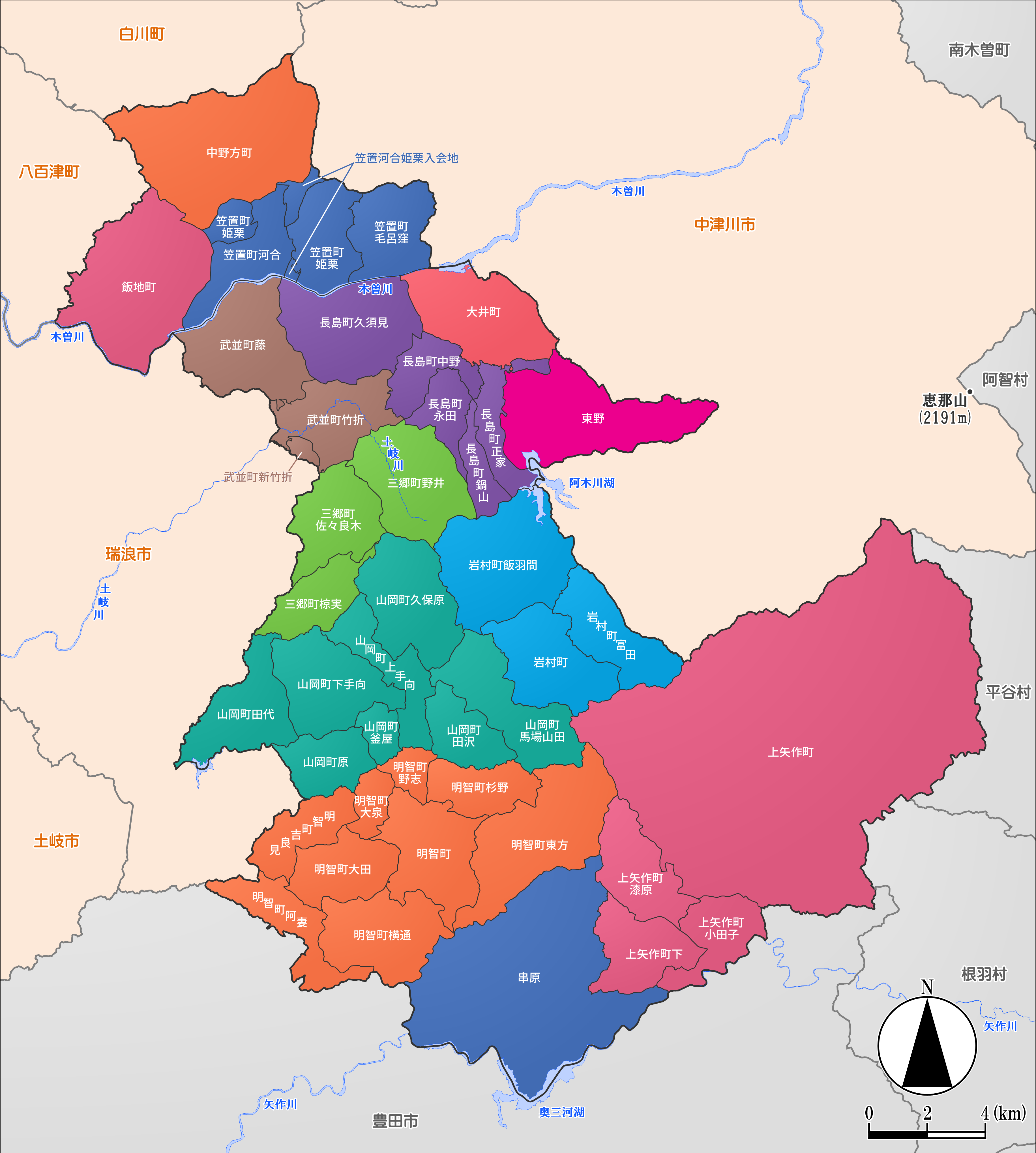
恵那市地域図（2018年1月現在）。

恵那市（えなし）は、岐阜県南東部にある市。2004年（平成16年）10月に旧恵那市と恵那郡のうち5つの町村（岩村町、山岡町、明智町、串原村、上矢作町）の新設合併により誕生した。景勝地として有名な恵那峡がある。

## 地理
- 山：笠置山、保古山、夕立山、屏風山、焼山、三森山
市域のほとんどは美濃三河高原に位置し、平均標高は約300mで山がちな地勢である。市の北部にそびえる笠置山、北西部の飯地高原、東部の保古山、根の上高原、西部の屏風山、夕立山、南部の焼山、三森山など、標高700～1,000m級の山に囲まれている。
なお、恵那山があるのは当市ではなく、隣接する中津川市と、長野県阿智村の境界である。
- 河川：木曽川、阿木川、中野方川、矢作川、上村川、土岐川、小里川
市内の河川は、木曽川水系、矢作川水系、庄内川水系に大別される。市の北部を、東西に木曽川が流れ、阿木川、中野方川などは市内で木曽川に注いでいる。また、市の最南部では矢作川が東西に流れ、愛知県との県境をなす。岩村町と上矢作町の境界の木の実峠を分水嶺とし、上村川などは矢作川に注いでいる。さらに、三郷町を水源とする土岐川（庄内川水系の本流）は、山岡町を水源とする小里川など合流して伊勢湾に向け西進している。
- 湖沼：恵那峡、保古の湖、阿木川湖、奥矢作湖、小里川湖
自然湖は少なく、保古ノ湖は高原に位置する農業灌漑用のため池である。木曽川をせき止めた大井ダムにより恵那峡が形成され、また、阿木川ダム・矢作ダム・小里川ダムもそれぞれダム湖を形成している。

現在の恵那市は、旧・恵那市と恵南の町村が合併した姿であり、市街地はそれぞれの旧市町村中心地に分散しているが、事実上の市の中心部は旧恵那市の市街地である大井町および長島町であるといえる。市役所をはじめ市の行政機関や、市の代表駅であり乗降客が最も多いJR東海恵那駅、大型ショッピングセンターや金融機関、中央自動車道恵那インターチェンジも大井町・長島町に位置している。

### 地域

#### 旧恵那市地域（1954年の合併時に恵那市域となった地域）
- 大井町（おおいちょう）：中山道大井宿に由来する恵那市の中心市街地。恵那市の行政・商業・教育などあらゆる分野の中心となっている。東部・北部で中津川市と接している。
- 長島町（おさしまちょう）：大井町に隣接して共に恵那市の中心市街地を形成している。現在も住宅地・商業地として発展している。
- 東野（ひがしの）：大井町の南に位置し、旧市域の南端。後述の岩村町と中津川市に接している。比較的平坦な田園地帯だが旧岩村町、中津川市との境界は山がちで、根ノ上高原や阿木川ダムを擁している。明知鉄道の沿線。
- 三郷町（みさとちょう）：長島町の西、武並町の南に位置し、後述の山岡町と瑞浪市に接している。概ねなだらかな丘陵地勢で、田園が広がる。
- 武並町（たけなみちょう）：市の西部に位置し、瑞浪市と接している。のどかな田園地帯が広がる竹折地区と、北部で木曽川に接する山がちな藤地区からなる。中央本線武並駅や中央自動車道、国道19号線、国道418号線が通っており通過交通量が多い。
- 笠置町（かさぎちょう）：木曽川の北岸に位置し、笠置山の南麓に散在する「姫栗（ひめぐり）」「河合（かわい）」及び「毛呂窪（けろくぼ）」という3つの集落により形成される。中津川市に接している。
- 中野方町（なかのほうちょう）：木曽川北岸、恵那市最北部に位置する地区。笠置山の西北麓に位置し、中野方川に沿った東西に長い盆地内に集落を形成している。日本棚田百選の一つ坂折棚田がある。白川町、中津川市と接している。
- 飯地町（いいじちょう）：木曽川の北岸、市の北西部に位置する。恵那市への合併前は加茂郡に属していた。町域は中野方川に沿って西北－南東方向に走る赤河断層崖の連なりによって他地区から隔絶された山上にあり「飯地高原」とも呼ばれる。商業地はなく、目だった観光資源も地区人口も通過交通も少ないひっそりとした山里である。八百津町、白川町と接している。

#### 恵南地域（2004年の合併時に恵那市域となった地域）
- 岩村町（いわむらちょう）：旧・岩村町。東野の南に位置する。鎌倉時代に築城された岩村城の城下町で、江戸時代には岩村藩が置かれ、かつては商業の中心地として賑わった。岩村町本通りの歴史ある町並みは1998年（平成10年）、国の重要伝統的建造物群保存地区として選定され観光業に力を入れている。特に朝ドラ『半分、青い。』の主要ロケ地になった2018年は前年比5倍の観光客で賑わった[2]。明知鉄道の沿線。
- 山岡町（やまおかちょう）：旧・山岡町。岩村町の西に位置する。冬期の乾燥した気候を生かした寒天製造が盛んで、細寒天の生産量は日本一。良質の陶土を産することでも知られる。西部で瑞浪市と接し、市境に小里川ダムがある。明知鉄道の沿線。
- 明智町（あけちちょう）：旧・明智町。山岡町の南に位置する。中馬脇街道の宿場町で、大正時代に生糸産業の集積地として発展した名残が残る町並みを生かして「日本大正村」を名乗り、観光に力を入れている。西部で瑞浪市と接するほか、南部で愛知県豊田市と接する県境でもある。明知鉄道の終点・明智駅がある。JR瑞浪駅までバスが運行しており、瑞浪市との結びつきが強い。
- 串原（くしはら）：旧・串原村。明智町の南に位置し、矢作川を挟んで愛知県豊田市と接する。キノコや蜂の子（へぼ）といった山里ならではの特産物がある。矢作ダム・奥矢作湖を擁し、豊田市との結びつきが強い。
- 上矢作町（かみやはぎちょう）：旧・上矢作町。岩村町の東南・明智町の東に位置し、長野県下伊那郡平谷村・根羽村、愛知県豊田市（旧稲武町）と接する岐阜県最南東端の町でもある。町域の95％が山林、標高差は1400mに達し、平地が少なく林業が盛ん。上村川などの清流に恵まれているが、風化花崗岩主体の地質は脆く、2000年の東海豪雨では甚大な被害を受けた。

### 方言
恵那市は東海東山方言の中の美濃弁に属するが、濃尾平野で話されているような連母音の融合は無い。愛知県（豊田市）に接している矢作川水系の河川の流域である旧明智町と旧串原村と旧上矢作町と三河付近の地域は三河弁の影響が見られる。
- 方言のアクセントについては、木曽川を境として南側はいわゆる標準語と同じ中輪東京式アクセントであるが、北側は名古屋弁などと同じ内輪東京式アクセントに分かれている。

## 歴史

### 地名の由来と表記の変化
山内和幸（元高校教諭、日本地名研究所、岐阜地理学会会員、73歳、中津川市在住）によると、「古代の中心地だった奈良から見て、遠く離れたこの地方は「鄙びた処」（ひなびたところ）＝「鄙処」（ひなか）＝「田舎」だった。やがて「ひな」がなまって「いな」「えな」に変化した」。古い史料には「恵奈」と表記されていた。

### 沿革
- 明治5年
  - 5月 - 上飯羽間村、中飯羽間村、下飯羽間村、根上村が合併し飯羽間村となる。
  - 8月 - 上村、島村、飯田洞村、小笹原村、横道村、木實村が合併し上村となる。
- 明治7年（1874年）9月[4]
  - 馬木村・馬坂村・高波村・峰山村・小杉村・落倉村・澤中村が合併して東方村となる。
  - 日比野村が改称して苗木村となる。
- 明治8年（1875年）1月 - 以下の各村の統合が行われた[5]。
  - 大泉村 ← 小泉村、大船村
  - 大田村 ← 上田村、田良子村、大栗村
  - 杉野村 ← 門野村、杉平村
  - 横通村 ← 颪村、柏尾村、岩竹村、安主村、土助村、才坂村

### 町村制施行以降の沿革

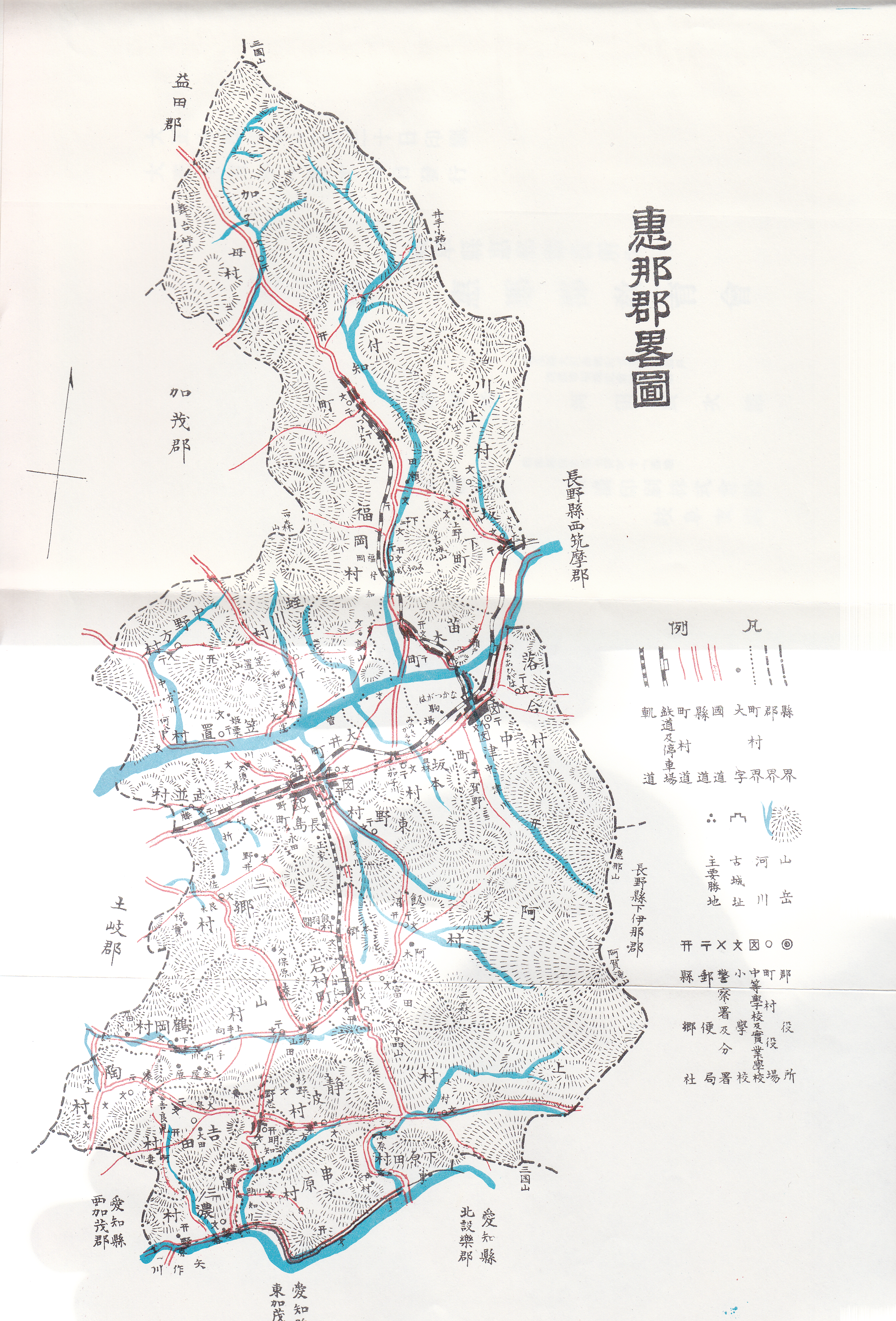
恵那郡略図（1906 - 1933年）

- 明治22年（1889年）7月1日 - 町村制の施行により、以下の町村が発足。
  - 富田村、飯羽間村、上村（それぞれ単独村制）
  - 岩村町（岩村町が単独町制）
  - 馬場山田村、久保原村、上手向村（単独村制）
  - 下原田村 ← 下村、漆原村、小田子村
  - 明知町（明知村が単独町制）
  - 串原村（単独村制）
  - 三濃村 ← 横通村（現・恵那市)、野原村、浅谷村（現・愛知県豊田市）
  - 阿妻村、大田村、吉良見村、大泉村、野志村、杉野村、東方村（それぞれ単独村制）
  - 下手向村、釜屋村、原村、田代村（それぞれ単独村制）
  - 三郷村 ← 佐々良木村、椋實村、野井村
  - 竹折村、藤村（それぞれ単独村制）
  - 長島村 ← 中野村、久須見村、正家村、永田村
  - 大井村、東野村、毛呂窪村、姫栗村、中野方村（それぞれ単独村制）
- 明治23年（1890年）
  - 12月27日 - 大井村が町制施行して大井町となる。
- 明治30年（1897年）
  - 4月1日 - 以下の町村の統合が行われる。
    - 竹折村 ← 藤村、竹折村（現・恵那市）
    - 笠置村 ← 毛呂窪村、姫栗村、加茂郡河合村
    - 吉田村 ← 大田村、阿妻村、吉良見村、大泉村
    - 遠山村 ← 馬場山田村、久保原村、上手向村
    - 鶴岡村 ← 下手向村、原村、釜屋村、田代村
    - 明知町 ← 明知町、野志村、杉野村、東方村
    - 本郷村 ← 富田村、飯羽間村
- 明治31年（1898年）12月14日 - 長島村が町制施行して長島町となる。
- 明治33年（1900年）5月24日 - 竹折村が改称して武並村となる。
- 明治38年（1905年）7月1日
  - 明知町の一部（旧・東方村・杉野村・野志村）が分立して静波村が発足。
- 昭和23年（1948年）4月1日 - 加茂郡飯地村の所属郡が恵那郡に変更。
- 昭和29年（1954年）
  - 4月1日
  - 昭和29年（1954年）4月1日 恵那郡 大井町・長島町・飯地村・笠置村・武並村・中野方村・東野村・三郷村が新設合併により恵那市が発足。
  - 7月1日 - 明知町・静波村が合併して明智町が発足。
  - 9月10日 - 岩村町・本郷村が合併し、改めて岩村町が発足。
- 昭和30年（1955年）
  - 3月1日 - 鶴岡村・遠山村が合併して山岡町が発足。
  - 4月1日 - 三濃村の一部（横通）が明智町に、残部（浅谷・野原）が愛知県東加茂郡旭村に編入。
  - 10月5日 - 吉田村が明智町に編入。
- 昭和31年（1956年）9月30日
  - 上村・下原田村が合併して上矢作町が発足。
- 平成16年（2004年）10月25日 - 恵那郡 山岡町・明智町・岩村町・串原村・上矢作町が新設合併し、改めて恵那市となる。

### 変遷表
| 明治 元年         | 明治 3年 4月                        | 明治 5年 5月 -8月            | 明治 7年 9月             | 明治 8年 1月             | 明治 12年 2月 18日 郡区町村 編成法施行 | 明治 22年 7月 1日 町村制施行       | 明治 23年 12月 27日           | 明治 30年 4月 1日              | 明治 31年 12月 14日           | 明治 33年 5月 24日   | 明治 38年 7月 1日                  | 昭和 23年 4月 1日      | 昭和 25年 6月 1日                              | 昭和 29年 4月 1日 -9月 10日           | 昭和 30年 3月 1日 -10月 5日   | 昭和 31年 9月 30日               | 昭和 42年 4月 1日 | 平成 16年 10月 25日       | 平成 17年 4月 1日 | 現在   |
| ----------------- | ----------------------------------- | ---------------------------- | ------------------------ | ------------------------ | -------------------------------------- | ---------------------------------- | ----------------------------- | ------------------------------ | ----------------------------- | -------------------- | ---------------------------------- | ---------------------- | ---------------------------------------------- | ------------------------------------- | ----------------------------- | -------------------------------- | ----------------- | ------------------------- | ----------------- | ------ |
| 恵那郡 大井村     | 恵那郡 大井村                       | 恵那郡 大井村                | 恵那郡 大井村            | 恵那郡 大井村            | 恵那郡 大井村                          | 恵那郡 大井村                      | 明治23年 12月27日 町制 大井町 | 恵那郡 大井町                  | 恵那郡 大井町                 | 恵那郡 大井町        | 恵那郡 大井町                      | 恵那郡 大井町          | 恵那郡 大井町                                  | 昭和29年 4月1日 恵那市                | 恵那市                        | 恵那市                           | 恵那市            | 平成 16年 10月25日 恵那市 | 恵那市            | 恵那市 |
| 恵那郡 正家村     | 恵那郡 正家村                       | 恵那郡 正家村                | 恵那郡 正家村            | 恵那郡 正家村            | 恵那郡 正家村                          | 恵那郡 長島村                      | 恵那郡 長島村                 | 恵那郡 長島村                  | 明治31年 12月14日 町制 長島町 | 恵那郡 長島町        | 恵那郡 長島町                      | 恵那郡 長島町          | 恵那郡 長島町                                  | 昭和29年 4月1日 恵那市                | 恵那市                        | 恵那市                           | 恵那市            | 平成 16年 10月25日 恵那市 | 恵那市            | 恵那市 |
| 恵那郡 永田村     | 恵那郡 永田村                       | 恵那郡 永田村                | 恵那郡 永田村            | 恵那郡 永田村            | 恵那郡 永田村                          | 恵那郡 長島村                      | 恵那郡 長島村                 | 恵那郡 長島村                  | 明治31年 12月14日 町制 長島町 | 恵那郡 長島町        | 恵那郡 長島町                      | 恵那郡 長島町          | 恵那郡 長島町                                  | 昭和29年 4月1日 恵那市                | 恵那市                        | 恵那市                           | 恵那市            | 平成 16年 10月25日 恵那市 | 恵那市            | 恵那市 |
| 恵那郡 中野村     | 恵那郡 中野村                       | 恵那郡 中野村                | 恵那郡 中野村            | 恵那郡 中野村            | 恵那郡 中野村                          | 恵那郡 長島村                      | 恵那郡 長島村                 | 恵那郡 長島村                  | 明治31年 12月14日 町制 長島町 | 恵那郡 長島町        | 恵那郡 長島町                      | 恵那郡 長島町          | 恵那郡 長島町                                  | 昭和29年 4月1日 恵那市                | 恵那市                        | 恵那市                           | 恵那市            | 平成 16年 10月25日 恵那市 | 恵那市            | 恵那市 |
| 恵那郡 久須見村   | 恵那郡 久須見村                     | 恵那郡 久須見村              | 恵那郡 久須見村          | 恵那郡 久須見村          | 恵那郡 久須見村                        | 恵那郡 長島村                      | 恵那郡 長島村                 | 恵那郡 長島村                  | 明治31年 12月14日 町制 長島町 | 恵那郡 長島町        | 恵那郡 長島町                      | 恵那郡 長島町          | 恵那郡 長島町                                  | 昭和29年 4月1日 恵那市                | 恵那市                        | 恵那市                           | 恵那市            | 平成 16年 10月25日 恵那市 | 恵那市            | 恵那市 |
| 恵那郡 東野村     | 恵那郡 東野村                       | 恵那郡 東野村                | 恵那郡 東野村            | 恵那郡 東野村            | 恵那郡 東野村                          | 恵那郡 東野村                      | 恵那郡 東野村                 | 恵那郡 東野村                  | 恵那郡 東野村                 | 恵那郡 東野村        | 恵那郡 東野村                      | 恵那郡 東野村          | 恵那郡 東野村                                  | 昭和29年 4月1日 恵那市                | 恵那市                        | 恵那市                           | 恵那市            | 平成 16年 10月25日 恵那市 | 恵那市            | 恵那市 |
| 恵那郡 佐々良木村 | 恵那郡 佐々良木村                   | 恵那郡 佐々良木村            | 恵那郡 佐々良木村        | 恵那郡 佐々良木村        | 恵那郡 佐々良木村                      | 恵那郡 三郷村                      | 恵那郡 三郷村                 | 恵那郡 三郷村                  | 恵那郡 三郷村                 | 恵那郡 三郷村        | 恵那郡 三郷村                      | 恵那郡 三郷村          | 恵那郡 三郷村                                  | 昭和29年 4月1日 恵那市                | 恵那市                        | 恵那市                           | 恵那市            | 平成 16年 10月25日 恵那市 | 恵那市            | 恵那市 |
| 恵那郡 野井村     | 恵那郡 野井村                       | 恵那郡 野井村                | 恵那郡 野井村            | 恵那郡 野井村            | 恵那郡 野井村                          | 恵那郡 三郷村                      | 恵那郡 三郷村                 | 恵那郡 三郷村                  | 恵那郡 三郷村                 | 恵那郡 三郷村        | 恵那郡 三郷村                      | 恵那郡 三郷村          | 恵那郡 三郷村                                  | 昭和29年 4月1日 恵那市                | 恵那市                        | 恵那市                           | 恵那市            | 平成 16年 10月25日 恵那市 | 恵那市            | 恵那市 |
| 恵那郡 椋實村     | 恵那郡 椋實村                       | 恵那郡 椋實村                | 恵那郡 椋實村            | 恵那郡 椋實村            | 恵那郡 椋實村                          | 恵那郡 三郷村                      | 恵那郡 三郷村                 | 恵那郡 三郷村                  | 恵那郡 三郷村                 | 恵那郡 三郷村        | 恵那郡 三郷村                      | 恵那郡 三郷村          | 恵那郡 三郷村                                  | 昭和29年 4月1日 恵那市                | 恵那市                        | 恵那市                           | 恵那市            | 平成 16年 10月25日 恵那市 | 恵那市            | 恵那市 |
| 恵那郡 竹折村     | 恵那郡 竹折村                       | 恵那郡 竹折村                | 恵那郡 竹折村            | 恵那郡 竹折村            | 恵那郡 竹折村                          | 恵那郡 竹折村                      | 恵那郡 竹折村                 | 恵那郡 竹折村                  | 恵那郡 竹折村                 | 改名 恵那郡 武並村   | 恵那郡 武並村                      | 恵那郡 武並村          | 恵那郡 武並村                                  | 昭和29年 4月1日 恵那市                | 恵那市                        | 恵那市                           | 恵那市            | 平成 16年 10月25日 恵那市 | 恵那市            | 恵那市 |
| 恵那郡 藤村       | 恵那郡 藤村                         | 恵那郡 藤村                  | 恵那郡 藤村              | 恵那郡 藤村              | 恵那郡 藤村                            | 恵那郡 藤村                        | 恵那郡 藤村                   | 恵那郡 竹折村                  | 恵那郡 竹折村                 | 改名 恵那郡 武並村   | 恵那郡 武並村                      | 恵那郡 武並村          | 恵那郡 武並村                                  | 昭和29年 4月1日 恵那市                | 恵那市                        | 恵那市                           | 恵那市            | 平成 16年 10月25日 恵那市 | 恵那市            | 恵那市 |
| 恵那郡 中野方村   | 恵那郡 中野方村                     | 恵那郡 中野方村              | 恵那郡 中野方村          | 恵那郡 中野方村          | 恵那郡 中野方村                        | 恵那郡 中野方村                    | 恵那郡 中野方村               | 恵那郡 中野方村                | 恵那郡 中野方村               | 恵那郡 中野方村      | 恵那郡 中野方村                    | 恵那郡 中野方村        | 恵那郡 中野方村                                | 昭和29年 4月1日 恵那市                | 恵那市                        | 恵那市                           | 恵那市            | 平成 16年 10月25日 恵那市 | 恵那市            | 恵那市 |
| 恵那郡 毛呂窪村   | 恵那郡 毛呂窪村                     | 恵那郡 毛呂窪村              | 恵那郡 毛呂窪村          | 恵那郡 毛呂窪村          | 恵那郡 毛呂窪村                        | 恵那郡 毛呂窪村                    | 恵那郡 毛呂窪村               | 明治 30年 4月1日 恵那郡 笠置村 | 恵那郡 笠置村                 | 恵那郡 笠置村        | 恵那郡 笠置村                      | 恵那郡 笠置村          | 恵那郡 笠置村                                  | 昭和29年 4月1日 恵那市                | 恵那市                        | 恵那市                           | 恵那市            | 平成 16年 10月25日 恵那市 | 恵那市            | 恵那市 |
| 恵那郡 姫栗村     | 恵那郡 姫栗村                       | 恵那郡 姫栗村                | 恵那郡 姫栗村            | 恵那郡 姫栗村            | 恵那郡 姫栗村                          | 恵那郡 姫栗村                      | 恵那郡 姫栗村                 | 明治 30年 4月1日 恵那郡 笠置村 | 恵那郡 笠置村                 | 恵那郡 笠置村        | 恵那郡 笠置村                      | 恵那郡 笠置村          | 恵那郡 笠置村                                  | 昭和29年 4月1日 恵那市                | 恵那市                        | 恵那市                           | 恵那市            | 平成 16年 10月25日 恵那市 | 恵那市            | 恵那市 |
| 加茂郡 河合村     | 加茂郡 河合村                       | 加茂郡 河合村                | 加茂郡 河合村            | 加茂郡 河合村            | 加茂郡 河合村                          | 加茂郡 河合村                      | 加茂郡 河合村                 | 明治 30年 4月1日 恵那郡 笠置村 | 恵那郡 笠置村                 | 恵那郡 笠置村        | 恵那郡 笠置村                      | 恵那郡 笠置村          | 恵那郡 笠置村                                  | 昭和29年 4月1日 恵那市                | 恵那市                        | 恵那市                           | 恵那市            | 平成 16年 10月25日 恵那市 | 恵那市            | 恵那市 |
| 加茂郡 飯地村     | 加茂郡 飯地村 ※加茂郡 潮見村 を分立 | 加茂郡 飯地村                | 加茂郡 飯地村            | 加茂郡 飯地村            | 加茂郡 飯地村                          | 加茂郡 飯地村                      | 加茂郡 飯地村                 | 加茂郡 飯地村                  | 加茂郡 飯地村                 | 加茂郡 飯地村        | 加茂郡 飯地村                      | 所属変更 恵那郡 飯地村 | 恵那郡 飯地村 ※加茂郡 潮南村 から 入野 を 編入 | 昭和29年 4月1日 恵那市                | 恵那市                        | 恵那市                           | 恵那市            | 平成 16年 10月25日 恵那市 | 恵那市            | 恵那市 |
| 恵那郡 岩村       | 恵那郡 岩村                         | 恵那郡 岩村                  | 恵那郡 岩村              | 恵那郡 岩村              | 恵那郡 岩村                            | 恵那郡 岩村町                      | 恵那郡 岩村町                 | 恵那郡 岩村町                  | 恵那郡 岩村町                 | 恵那郡 岩村町        | 恵那郡 岩村町                      | 恵那郡 岩村町          | 恵那郡 岩村町                                  | 昭和 29年 9月10日 恵那郡 岩村町       | 恵那郡 岩村町                 | 恵那郡 岩村町                    | 恵那郡 岩村町     | 平成 16年 10月25日 恵那市 | 恵那市            | 恵那市 |
| 恵那郡 富田村     | 恵那郡 富田村                       | 恵那郡 富田村                | 恵那郡 富田村            | 恵那郡 富田村            | 恵那郡 富田村                          | 恵那郡 富田村                      | 恵那郡 富田村                 | 明治 30年 4月1日 恵那郡 本郷村 | 恵那郡 本郷村                 | 恵那郡 本郷村        | 恵那郡 本郷村                      | 恵那郡 本郷村          | 恵那郡 本郷村                                  | 昭和 29年 9月10日 恵那郡 岩村町       | 恵那郡 岩村町                 | 恵那郡 岩村町                    | 恵那郡 岩村町     | 平成 16年 10月25日 恵那市 | 恵那市            | 恵那市 |
| 恵那郡 上飯羽間村 | 恵那郡 上飯羽間村                   | 明治 5年 5月 恵那郡 飯羽間村 | 恵那郡 飯羽間村          | 恵那郡 飯羽間村          | 恵那郡 飯羽間村                        | 恵那郡 飯羽間村                    | 恵那郡 飯羽間村               | 明治 30年 4月1日 恵那郡 本郷村 | 恵那郡 本郷村                 | 恵那郡 本郷村        | 恵那郡 本郷村                      | 恵那郡 本郷村          | 恵那郡 本郷村                                  | 昭和 29年 9月10日 恵那郡 岩村町       | 恵那郡 岩村町                 | 恵那郡 岩村町                    | 恵那郡 岩村町     | 平成 16年 10月25日 恵那市 | 恵那市            | 恵那市 |
| 恵那郡 中飯羽間村 | 恵那郡 中飯羽間村                   | 明治 5年 5月 恵那郡 飯羽間村 | 恵那郡 飯羽間村          | 恵那郡 飯羽間村          | 恵那郡 飯羽間村                        | 恵那郡 飯羽間村                    | 恵那郡 飯羽間村               | 明治 30年 4月1日 恵那郡 本郷村 | 恵那郡 本郷村                 | 恵那郡 本郷村        | 恵那郡 本郷村                      | 恵那郡 本郷村          | 恵那郡 本郷村                                  | 昭和 29年 9月10日 恵那郡 岩村町       | 恵那郡 岩村町                 | 恵那郡 岩村町                    | 恵那郡 岩村町     | 平成 16年 10月25日 恵那市 | 恵那市            | 恵那市 |
| 恵那郡 下飯羽間村 | 恵那郡 下飯羽間村                   | 明治 5年 5月 恵那郡 飯羽間村 | 恵那郡 飯羽間村          | 恵那郡 飯羽間村          | 恵那郡 飯羽間村                        | 恵那郡 飯羽間村                    | 恵那郡 飯羽間村               | 明治 30年 4月1日 恵那郡 本郷村 | 恵那郡 本郷村                 | 恵那郡 本郷村        | 恵那郡 本郷村                      | 恵那郡 本郷村          | 恵那郡 本郷村                                  | 昭和 29年 9月10日 恵那郡 岩村町       | 恵那郡 岩村町                 | 恵那郡 岩村町                    | 恵那郡 岩村町     | 平成 16年 10月25日 恵那市 | 恵那市            | 恵那市 |
| 恵那郡 根上村     | 恵那郡 根上村                       | 明治 5年 5月 恵那郡 飯羽間村 | 恵那郡 飯羽間村          | 恵那郡 飯羽間村          | 恵那郡 飯羽間村                        | 恵那郡 飯羽間村                    | 恵那郡 飯羽間村               | 明治 30年 4月1日 恵那郡 本郷村 | 恵那郡 本郷村                 | 恵那郡 本郷村        | 恵那郡 本郷村                      | 恵那郡 本郷村          | 恵那郡 本郷村                                  | 昭和 29年 9月10日 恵那郡 岩村町       | 恵那郡 岩村町                 | 恵那郡 岩村町                    | 恵那郡 岩村町     | 平成 16年 10月25日 恵那市 | 恵那市            | 恵那市 |
| 恵那郡 馬場山田村 | 恵那郡 馬場山田村                   | 恵那郡 馬場山田村            | 恵那郡 馬場山田村        | 恵那郡 馬場山田村        | 恵那郡 馬場山田村                      | 恵那郡 馬場山田村                  | 恵那郡 馬場山田村             | 明治30年 4月1日 恵那郡 遠山村  | 恵那郡 遠山村                 | 恵那郡 遠山村        | 恵那郡 遠山村                      | 恵那郡 遠山村          | 恵那郡 遠山村                                  | 恵那郡 遠山村                         | 昭和30年 3月1日 恵那郡 山岡町 | 恵那郡 山岡町                    | 恵那郡 山岡町     | 平成 16年 10月25日 恵那市 | 恵那市            | 恵那市 |
| 恵那郡 久保原村   | 恵那郡 久保原村                     | 恵那郡 久保原村              | 恵那郡 久保原村          | 恵那郡 久保原村          | 恵那郡 久保原村                        | 恵那郡 久保原村                    | 恵那郡 久保原村               | 明治30年 4月1日 恵那郡 遠山村  | 恵那郡 遠山村                 | 恵那郡 遠山村        | 恵那郡 遠山村                      | 恵那郡 遠山村          | 恵那郡 遠山村                                  | 恵那郡 遠山村                         | 昭和30年 3月1日 恵那郡 山岡町 | 恵那郡 山岡町                    | 恵那郡 山岡町     | 平成 16年 10月25日 恵那市 | 恵那市            | 恵那市 |
| 恵那郡 上手向村   | 恵那郡 上手向村                     | 恵那郡 上手向村              | 恵那郡 上手向村          | 恵那郡 上手向村          | 恵那郡 上手向村                        | 恵那郡 上手向村                    | 恵那郡 上手向村               | 明治30年 4月1日 恵那郡 遠山村  | 恵那郡 遠山村                 | 恵那郡 遠山村        | 恵那郡 遠山村                      | 恵那郡 遠山村          | 恵那郡 遠山村                                  | 恵那郡 遠山村                         | 昭和30年 3月1日 恵那郡 山岡町 | 恵那郡 山岡町                    | 恵那郡 山岡町     | 平成 16年 10月25日 恵那市 | 恵那市            | 恵那市 |
| 恵那郡 下手向村   | 恵那郡 下手向村                     | 恵那郡 下手向村              | 恵那郡 下手向村          | 恵那郡 下手向村          | 恵那郡 下手向村                        | 恵那郡 下手向村                    | 恵那郡 下手向村               | 明治30年 4月1日 恵那郡 鶴岡村  | 恵那郡 鶴岡村                 | 恵那郡 鶴岡村        | 恵那郡 鶴岡村                      | 恵那郡 鶴岡村          | 恵那郡 鶴岡村                                  | 恵那郡 鶴岡村                         | 昭和30年 3月1日 恵那郡 山岡町 | 恵那郡 山岡町                    | 恵那郡 山岡町     | 平成 16年 10月25日 恵那市 | 恵那市            | 恵那市 |
| 恵那郡 釜屋村     | 恵那郡 釜屋村                       | 恵那郡 釜屋村                | 恵那郡 釜屋村            | 恵那郡 釜屋村            | 恵那郡 釜屋村                          | 恵那郡 釜屋村                      | 恵那郡 釜屋村                 | 明治30年 4月1日 恵那郡 鶴岡村  | 恵那郡 鶴岡村                 | 恵那郡 鶴岡村        | 恵那郡 鶴岡村                      | 恵那郡 鶴岡村          | 恵那郡 鶴岡村                                  | 恵那郡 鶴岡村                         | 昭和30年 3月1日 恵那郡 山岡町 | 恵那郡 山岡町                    | 恵那郡 山岡町     | 平成 16年 10月25日 恵那市 | 恵那市            | 恵那市 |
| 恵那郡 原村       | 恵那郡 原村                         | 恵那郡 原村                  | 恵那郡 原村              | 恵那郡 原村              | 恵那郡 原村                            | 恵那郡 原村                        | 恵那郡 原村                   | 明治30年 4月1日 恵那郡 鶴岡村  | 恵那郡 鶴岡村                 | 恵那郡 鶴岡村        | 恵那郡 鶴岡村                      | 恵那郡 鶴岡村          | 恵那郡 鶴岡村                                  | 恵那郡 鶴岡村                         | 昭和30年 3月1日 恵那郡 山岡町 | 恵那郡 山岡町                    | 恵那郡 山岡町     | 平成 16年 10月25日 恵那市 | 恵那市            | 恵那市 |
| 恵那郡 田代村     | 恵那郡 田代村                       | 恵那郡 田代村                | 恵那郡 田代村            | 恵那郡 田代村            | 恵那郡 田代村                          | 恵那郡 田代村                      | 恵那郡 田代村                 | 明治30年 4月1日 恵那郡 鶴岡村  | 恵那郡 鶴岡村                 | 恵那郡 鶴岡村        | 恵那郡 鶴岡村                      | 恵那郡 鶴岡村          | 恵那郡 鶴岡村                                  | 恵那郡 鶴岡村                         | 昭和30年 3月1日 恵那郡 山岡町 | 恵那郡 山岡町                    | 恵那郡 山岡町     | 平成 16年 10月25日 恵那市 | 恵那市            | 恵那市 |
| 恵那郡 上村       | 恵那郡 上村                         | 明治5年8月 恵那郡 上村       | 恵那郡 上村              | 恵那郡 上村              | 恵那郡 上村                            | 恵那郡 上村                        | 恵那郡 上村                   | 恵那郡 上村                    | 恵那郡 上村                   | 恵那郡 上村          | 恵那郡 上村                        | 恵那郡 上村            | 恵那郡 上村                                    | 恵那郡 上村                           | 恵那郡 上村                   | 昭和31年 9月30日 恵那郡 上矢作町 | 恵那郡 上矢作町   | 平成 16年 10月25日 恵那市 | 恵那市            | 恵那市 |
| 恵那郡 島村       | 恵那郡 島村                         | 明治5年8月 恵那郡 上村       | 恵那郡 上村              | 恵那郡 上村              | 恵那郡 上村                            | 恵那郡 上村                        | 恵那郡 上村                   | 恵那郡 上村                    | 恵那郡 上村                   | 恵那郡 上村          | 恵那郡 上村                        | 恵那郡 上村            | 恵那郡 上村                                    | 恵那郡 上村                           | 恵那郡 上村                   | 昭和31年 9月30日 恵那郡 上矢作町 | 恵那郡 上矢作町   | 平成 16年 10月25日 恵那市 | 恵那市            | 恵那市 |
| 恵那郡 飯田洞村   | 恵那郡 飯田洞村                     | 明治5年8月 恵那郡 上村       | 恵那郡 上村              | 恵那郡 上村              | 恵那郡 上村                            | 恵那郡 上村                        | 恵那郡 上村                   | 恵那郡 上村                    | 恵那郡 上村                   | 恵那郡 上村          | 恵那郡 上村                        | 恵那郡 上村            | 恵那郡 上村                                    | 恵那郡 上村                           | 恵那郡 上村                   | 昭和31年 9月30日 恵那郡 上矢作町 | 恵那郡 上矢作町   | 平成 16年 10月25日 恵那市 | 恵那市            | 恵那市 |
| 恵那郡 小笹原村   | 恵那郡 小笹原村                     | 明治5年8月 恵那郡 上村       | 恵那郡 上村              | 恵那郡 上村              | 恵那郡 上村                            | 恵那郡 上村                        | 恵那郡 上村                   | 恵那郡 上村                    | 恵那郡 上村                   | 恵那郡 上村          | 恵那郡 上村                        | 恵那郡 上村            | 恵那郡 上村                                    | 恵那郡 上村                           | 恵那郡 上村                   | 昭和31年 9月30日 恵那郡 上矢作町 | 恵那郡 上矢作町   | 平成 16年 10月25日 恵那市 | 恵那市            | 恵那市 |
| 恵那郡 横道村     | 恵那郡 横道村                       | 明治5年8月 恵那郡 上村       | 恵那郡 上村              | 恵那郡 上村              | 恵那郡 上村                            | 恵那郡 上村                        | 恵那郡 上村                   | 恵那郡 上村                    | 恵那郡 上村                   | 恵那郡 上村          | 恵那郡 上村                        | 恵那郡 上村            | 恵那郡 上村                                    | 恵那郡 上村                           | 恵那郡 上村                   | 昭和31年 9月30日 恵那郡 上矢作町 | 恵那郡 上矢作町   | 平成 16年 10月25日 恵那市 | 恵那市            | 恵那市 |
| 恵那郡 木實村     | 恵那郡 木實村                       | 明治5年8月 恵那郡 上村       | 恵那郡 上村              | 恵那郡 上村              | 恵那郡 上村                            | 恵那郡 上村                        | 恵那郡 上村                   | 恵那郡 上村                    | 恵那郡 上村                   | 恵那郡 上村          | 恵那郡 上村                        | 恵那郡 上村            | 恵那郡 上村                                    | 恵那郡 上村                           | 恵那郡 上村                   | 昭和31年 9月30日 恵那郡 上矢作町 | 恵那郡 上矢作町   | 平成 16年 10月25日 恵那市 | 恵那市            | 恵那市 |
| 恵那郡 下村       | 恵那郡 下村                         | 恵那郡 下村                  | 恵那郡 下村              | 恵那郡 下原田村          | 恵那郡 下原田村                        | 恵那郡 下原田村                    | 恵那郡 下原田村               | 恵那郡 下原田村                | 恵那郡 下原田村               | 恵那郡 下原田村      | 恵那郡 下原田村                    | 恵那郡 下原田村        | 恵那郡 下原田村                                | 恵那郡 下原田村                       | 恵那郡 下原田村               | 昭和31年 9月30日 恵那郡 上矢作町 | 恵那郡 上矢作町   | 平成 16年 10月25日 恵那市 | 恵那市            | 恵那市 |
| 恵那郡 漆原村     | 恵那郡 漆原村                       | 恵那郡 漆原村                | 恵那郡 漆原村            | 恵那郡 下原田村          | 恵那郡 下原田村                        | 恵那郡 下原田村                    | 恵那郡 下原田村               | 恵那郡 下原田村                | 恵那郡 下原田村               | 恵那郡 下原田村      | 恵那郡 下原田村                    | 恵那郡 下原田村        | 恵那郡 下原田村                                | 恵那郡 下原田村                       | 恵那郡 下原田村               | 昭和31年 9月30日 恵那郡 上矢作町 | 恵那郡 上矢作町   | 平成 16年 10月25日 恵那市 | 恵那市            | 恵那市 |
| 恵那郡 小田子村   | 恵那郡 小田子村                     | 恵那郡 小田子村              | 恵那郡 小田子村          | 恵那郡 下原田村          | 恵那郡 下原田村                        | 恵那郡 下原田村                    | 恵那郡 下原田村               | 恵那郡 下原田村                | 恵那郡 下原田村               | 恵那郡 下原田村      | 恵那郡 下原田村                    | 恵那郡 下原田村        | 恵那郡 下原田村                                | 恵那郡 下原田村                       | 恵那郡 下原田村               | 昭和31年 9月30日 恵那郡 上矢作町 | 恵那郡 上矢作町   | 平成 16年 10月25日 恵那市 | 恵那市            | 恵那市 |
| 恵那郡 串原村     | 恵那郡 串原村                       | 恵那郡 串原村                | 恵那郡 串原村            | 恵那郡 串原村            | 恵那郡 串原村                          | 恵那郡 串原村                      | 恵那郡 串原村                 | 恵那郡 串原村                  | 恵那郡 串原村                 | 恵那郡 串原村        | 恵那郡 串原村                      | 恵那郡 串原村          | 恵那郡 串原村                                  | 恵那郡 串原村                         | 恵那郡 串原村                 | 恵那郡 串原村                    | 恵那郡 串原村     | 平成 16年 10月25日 恵那市 | 恵那市            | 恵那市 |
| 恵那郡 明知村     | 恵那郡 明知村                       | 恵那郡 明知村                | 恵那郡 明知村            | 恵那郡 明知村            | 恵那郡 明知村                          | 明治22年 7月1日 町制 恵那郡 明知町 | 恵那郡 明知町                 | 明治30年 4月1日 恵那郡 明知町  | 恵那郡 明知町                 | 恵那郡 明知町        | 恵那郡 明知町                      | 恵那郡 明知町          | 昭和29年 7月1日 恵那郡 明智町                  | 恵那郡 明智町                         | 恵那郡 明智町                 | 恵那郡 明智町                    | 恵那郡 明智町     | 平成 16年 10月25日 恵那市 | 恵那市            | 恵那市 |
| 恵那郡 野志村     | 恵那郡 野志村                       | 恵那郡 野志村                | 恵那郡 野志村            | 恵那郡 野志村            | 恵那郡 野志村                          | 恵那郡 野志村                      | 恵那郡 野志村                 | 明治30年 4月1日 恵那郡 明知町  | 恵那郡 明知町                 | 恵那郡 明知町        | 明治38年 7月1日 分立 恵那郡 静波村 | 恵那郡 静波村          | 昭和29年 7月1日 恵那郡 明智町                  | 恵那郡 明智町                         | 恵那郡 明智町                 | 恵那郡 明智町                    | 恵那郡 明智町     | 平成 16年 10月25日 恵那市 | 恵那市            | 恵那市 |
| 恵那郡 杉平村     | 恵那郡 杉平村                       | 恵那郡 杉平村                | 恵那郡 杉平村            | 明治8年1月 恵那郡 杉野村 | 恵那郡 杉野村                          | 恵那郡 杉野村                      | 恵那郡 杉野村                 | 明治30年 4月1日 恵那郡 明知町  | 恵那郡 明知町                 | 恵那郡 明知町        | 明治38年 7月1日 分立 恵那郡 静波村 | 恵那郡 静波村          | 昭和29年 7月1日 恵那郡 明智町                  | 恵那郡 明智町                         | 恵那郡 明智町                 | 恵那郡 明智町                    | 恵那郡 明智町     | 平成 16年 10月25日 恵那市 | 恵那市            | 恵那市 |
| 恵那郡 門野村     | 恵那郡 門野村                       | 恵那郡 門野村                | 恵那郡 門野村            | 明治8年1月 恵那郡 杉野村 | 恵那郡 杉野村                          | 恵那郡 杉野村                      | 恵那郡 杉野村                 | 明治30年 4月1日 恵那郡 明知町  | 恵那郡 明知町                 | 恵那郡 明知町        | 明治38年 7月1日 分立 恵那郡 静波村 | 恵那郡 静波村          | 昭和29年 7月1日 恵那郡 明智町                  | 恵那郡 明智町                         | 恵那郡 明智町                 | 恵那郡 明智町                    | 恵那郡 明智町     | 平成 16年 10月25日 恵那市 | 恵那市            | 恵那市 |
| 恵那郡 馬坂村     | 恵那郡 馬坂村                       | 恵那郡 馬坂村                | 明治7年9月 恵那郡 東方村 | 恵那郡 東方村            | 恵那郡 東方村                          | 恵那郡 東方村                      | 恵那郡 東方村                 | 明治30年 4月1日 恵那郡 明知町  | 恵那郡 明知町                 | 恵那郡 明知町        | 明治38年 7月1日 分立 恵那郡 静波村 | 恵那郡 静波村          | 昭和29年 7月1日 恵那郡 明智町                  | 恵那郡 明智町                         | 恵那郡 明智町                 | 恵那郡 明智町                    | 恵那郡 明智町     | 平成 16年 10月25日 恵那市 | 恵那市            | 恵那市 |
| 恵那郡 馬木村     | 恵那郡 馬木村                       | 恵那郡 馬木村                | 明治7年9月 恵那郡 東方村 | 恵那郡 東方村            | 恵那郡 東方村                          | 恵那郡 東方村                      | 恵那郡 東方村                 | 明治30年 4月1日 恵那郡 明知町  | 恵那郡 明知町                 | 恵那郡 明知町        | 明治38年 7月1日 分立 恵那郡 静波村 | 恵那郡 静波村          | 昭和29年 7月1日 恵那郡 明智町                  | 恵那郡 明智町                         | 恵那郡 明智町                 | 恵那郡 明智町                    | 恵那郡 明智町     | 平成 16年 10月25日 恵那市 | 恵那市            | 恵那市 |
| 恵那郡 高波村     | 恵那郡 高波村                       | 恵那郡 高波村                | 明治7年9月 恵那郡 東方村 | 恵那郡 東方村            | 恵那郡 東方村                          | 恵那郡 東方村                      | 恵那郡 東方村                 | 明治30年 4月1日 恵那郡 明知町  | 恵那郡 明知町                 | 恵那郡 明知町        | 明治38年 7月1日 分立 恵那郡 静波村 | 恵那郡 静波村          | 昭和29年 7月1日 恵那郡 明智町                  | 恵那郡 明智町                         | 恵那郡 明智町                 | 恵那郡 明智町                    | 恵那郡 明智町     | 平成 16年 10月25日 恵那市 | 恵那市            | 恵那市 |
| 恵那郡 峰山村     | 恵那郡 峰山村                       | 恵那郡 峰山村                | 明治7年9月 恵那郡 東方村 | 恵那郡 東方村            | 恵那郡 東方村                          | 恵那郡 東方村                      | 恵那郡 東方村                 | 明治30年 4月1日 恵那郡 明知町  | 恵那郡 明知町                 | 恵那郡 明知町        | 明治38年 7月1日 分立 恵那郡 静波村 | 恵那郡 静波村          | 昭和29年 7月1日 恵那郡 明智町                  | 恵那郡 明智町                         | 恵那郡 明智町                 | 恵那郡 明智町                    | 恵那郡 明智町     | 平成 16年 10月25日 恵那市 | 恵那市            | 恵那市 |
| 恵那郡 小杉村     | 恵那郡 小杉村                       | 恵那郡 小杉村                | 明治7年9月 恵那郡 東方村 | 恵那郡 東方村            | 恵那郡 東方村                          | 恵那郡 東方村                      | 恵那郡 東方村                 | 明治30年 4月1日 恵那郡 明知町  | 恵那郡 明知町                 | 恵那郡 明知町        | 明治38年 7月1日 分立 恵那郡 静波村 | 恵那郡 静波村          | 昭和29年 7月1日 恵那郡 明智町                  | 恵那郡 明智町                         | 恵那郡 明智町                 | 恵那郡 明智町                    | 恵那郡 明智町     | 平成 16年 10月25日 恵那市 | 恵那市            | 恵那市 |
| 恵那郡 落倉村     | 恵那郡 落倉村                       | 恵那郡 落倉村                | 明治7年9月 恵那郡 東方村 | 恵那郡 東方村            | 恵那郡 東方村                          | 恵那郡 東方村                      | 恵那郡 東方村                 | 明治30年 4月1日 恵那郡 明知町  | 恵那郡 明知町                 | 恵那郡 明知町        | 明治38年 7月1日 分立 恵那郡 静波村 | 恵那郡 静波村          | 昭和29年 7月1日 恵那郡 明智町                  | 恵那郡 明智町                         | 恵那郡 明智町                 | 恵那郡 明智町                    | 恵那郡 明智町     | 平成 16年 10月25日 恵那市 | 恵那市            | 恵那市 |
| 恵那郡 澤中村     | 恵那郡 澤中村                       | 恵那郡 澤中村                | 明治7年9月 恵那郡 東方村 | 恵那郡 東方村            | 恵那郡 東方村                          | 恵那郡 東方村                      | 恵那郡 東方村                 | 明治30年 4月1日 恵那郡 明知町  | 恵那郡 明知町                 | 恵那郡 明知町        | 明治38年 7月1日 分立 恵那郡 静波村 | 恵那郡 静波村          | 昭和29年 7月1日 恵那郡 明智町                  | 恵那郡 明智町                         | 恵那郡 明智町                 | 恵那郡 明智町                    | 恵那郡 明智町     | 平成 16年 10月25日 恵那市 | 恵那市            | 恵那市 |
| 恵那郡 吉良見村   | 恵那郡 吉良見村                     | 恵那郡 吉良見村              | 恵那郡 吉良見村          | 恵那郡 吉良見村          | 恵那郡 吉良見村                        | 恵那郡 吉良見村                    | 恵那郡 吉良見村               | 明治30年 4月1日 恵那郡 吉田村  | 恵那郡 吉田村                 | 恵那郡 吉田村        | 恵那郡 吉田村                      | 恵那郡 吉田村          | 恵那郡 吉田村                                  | 昭和30年 10月5日 恵那郡 明智町 に編入 | 恵那郡 明智町                 | 恵那郡 明智町                    | 恵那郡 明智町     | 平成 16年 10月25日 恵那市 | 恵那市            | 恵那市 |
| 恵那郡 田良子村   | 恵那郡 田良子村                     | 恵那郡 田良子村              | 恵那郡 田良子村          | 明治8年1月 恵那郡 大田村 | 恵那郡 大田村                          | 恵那郡 大田村                      | 恵那郡 大田村                 | 明治30年 4月1日 恵那郡 吉田村  | 恵那郡 吉田村                 | 恵那郡 吉田村        | 恵那郡 吉田村                      | 恵那郡 吉田村          | 恵那郡 吉田村                                  | 昭和30年 10月5日 恵那郡 明智町 に編入 | 恵那郡 明智町                 | 恵那郡 明智町                    | 恵那郡 明智町     | 平成 16年 10月25日 恵那市 | 恵那市            | 恵那市 |
| 恵那郡 大栗村     | 恵那郡 大栗村                       | 恵那郡 大栗村                | 恵那郡 大栗村            | 明治8年1月 恵那郡 大田村 | 恵那郡 大田村                          | 恵那郡 大田村                      | 恵那郡 大田村                 | 明治30年 4月1日 恵那郡 吉田村  | 恵那郡 吉田村                 | 恵那郡 吉田村        | 恵那郡 吉田村                      | 恵那郡 吉田村          | 恵那郡 吉田村                                  | 昭和30年 10月5日 恵那郡 明智町 に編入 | 恵那郡 明智町                 | 恵那郡 明智町                    | 恵那郡 明智町     | 平成 16年 10月25日 恵那市 | 恵那市            | 恵那市 |
| 恵那郡 上田村     | 恵那郡 上田村                       | 恵那郡 上田村                | 恵那郡 上田村            | 明治8年1月 恵那郡 大田村 | 恵那郡 大田村                          | 恵那郡 大田村                      | 恵那郡 大田村                 | 明治30年 4月1日 恵那郡 吉田村  | 恵那郡 吉田村                 | 恵那郡 吉田村        | 恵那郡 吉田村                      | 恵那郡 吉田村          | 恵那郡 吉田村                                  | 昭和30年 10月5日 恵那郡 明智町 に編入 | 恵那郡 明智町                 | 恵那郡 明智町                    | 恵那郡 明智町     | 平成 16年 10月25日 恵那市 | 恵那市            | 恵那市 |
| 恵那郡 大船村     | 恵那郡 大船村                       | 恵那郡 大船村                | 恵那郡 大船村            | 明治8年1月 恵那郡 大泉村 | 恵那郡 大泉村                          | 恵那郡 大泉村                      | 恵那郡 大泉村                 | 明治30年 4月1日 恵那郡 吉田村  | 恵那郡 吉田村                 | 恵那郡 吉田村        | 恵那郡 吉田村                      | 恵那郡 吉田村          | 恵那郡 吉田村                                  | 昭和30年 10月5日 恵那郡 明智町 に編入 | 恵那郡 明智町                 | 恵那郡 明智町                    | 恵那郡 明智町     | 平成 16年 10月25日 恵那市 | 恵那市            | 恵那市 |
| 恵那郡 小泉村     | 恵那郡 小泉村                       | 恵那郡 小泉村                | 恵那郡 小泉村            | 明治8年1月 恵那郡 大泉村 | 恵那郡 大泉村                          | 恵那郡 大泉村                      | 恵那郡 大泉村                 | 明治30年 4月1日 恵那郡 吉田村  | 恵那郡 吉田村                 | 恵那郡 吉田村        | 恵那郡 吉田村                      | 恵那郡 吉田村          | 恵那郡 吉田村                                  | 昭和30年 10月5日 恵那郡 明智町 に編入 | 恵那郡 明智町                 | 恵那郡 明智町                    | 恵那郡 明智町     | 平成 16年 10月25日 恵那市 | 恵那市            | 恵那市 |
| 恵那郡 阿妻村     | 恵那郡 阿妻村                       | 恵那郡 阿妻村                | 恵那郡 阿妻村            | 恵那郡 阿妻村            | 恵那郡 阿妻村                          | 恵那郡 阿妻村                      | 恵那郡 阿妻村                 | 明治30年 4月1日 恵那郡 吉田村  | 恵那郡 吉田村                 | 恵那郡 吉田村        | 恵那郡 吉田村                      | 恵那郡 吉田村          | 恵那郡 吉田村                                  | 昭和30年 10月5日 恵那郡 明智町 に編入 | 恵那郡 明智町                 | 恵那郡 明智町                    | 恵那郡 明智町     | 平成 16年 10月25日 恵那市 | 恵那市            | 恵那市 |
| 恵那郡 颪村       | 恵那郡 颪村                         | 明治8年1月 恵那郡 横通村     | 恵那郡 横通村            | 恵那郡 横通村            | 恵那郡 横通村                          | 恵那郡 三濃村 の一部               | 恵那郡 三濃村 の一部          | 恵那郡 三濃村 の一部           | 恵那郡 三濃村 の一部          | 恵那郡 三濃村 の一部 | 恵那郡 三濃村 の一部               | 恵那郡 三濃村 の一部   | 恵那郡 三濃村 の一部                           | 昭和30年 4月1日 恵那郡 明智町 に編入  | 恵那郡 明智町                 | 恵那郡 明智町                    | 恵那郡 明智町     | 平成 16年 10月25日 恵那市 | 恵那市            | 恵那市 |
| 恵那郡 柏尾村     | 恵那郡 柏尾村                       | 明治8年1月 恵那郡 横通村     | 恵那郡 横通村            | 恵那郡 横通村            | 恵那郡 横通村                          | 恵那郡 三濃村 の一部               | 恵那郡 三濃村 の一部          | 恵那郡 三濃村 の一部           | 恵那郡 三濃村 の一部          | 恵那郡 三濃村 の一部 | 恵那郡 三濃村 の一部               | 恵那郡 三濃村 の一部   | 恵那郡 三濃村 の一部                           | 昭和30年 4月1日 恵那郡 明智町 に編入  | 恵那郡 明智町                 | 恵那郡 明智町                    | 恵那郡 明智町     | 平成 16年 10月25日 恵那市 | 恵那市            | 恵那市 |
| 恵那郡 岩竹村     | 恵那郡 岩竹村                       | 明治8年1月 恵那郡 横通村     | 恵那郡 横通村            | 恵那郡 横通村            | 恵那郡 横通村                          | 恵那郡 三濃村 の一部               | 恵那郡 三濃村 の一部          | 恵那郡 三濃村 の一部           | 恵那郡 三濃村 の一部          | 恵那郡 三濃村 の一部 | 恵那郡 三濃村 の一部               | 恵那郡 三濃村 の一部   | 恵那郡 三濃村 の一部                           | 昭和30年 4月1日 恵那郡 明智町 に編入  | 恵那郡 明智町                 | 恵那郡 明智町                    | 恵那郡 明智町     | 平成 16年 10月25日 恵那市 | 恵那市            | 恵那市 |
| 恵那郡 安主村     | 恵那郡 安主村                       | 明治8年1月 恵那郡 横通村     | 恵那郡 横通村            | 恵那郡 横通村            | 恵那郡 横通村                          | 恵那郡 三濃村 の一部               | 恵那郡 三濃村 の一部          | 恵那郡 三濃村 の一部           | 恵那郡 三濃村 の一部          | 恵那郡 三濃村 の一部 | 恵那郡 三濃村 の一部               | 恵那郡 三濃村 の一部   | 恵那郡 三濃村 の一部                           | 昭和30年 4月1日 恵那郡 明智町 に編入  | 恵那郡 明智町                 | 恵那郡 明智町                    | 恵那郡 明智町     | 平成 16年 10月25日 恵那市 | 恵那市            | 恵那市 |
| 恵那郡 土助村     | 恵那郡 土助村                       | 明治8年1月 恵那郡 横通村     | 恵那郡 横通村            | 恵那郡 横通村            | 恵那郡 横通村                          | 恵那郡 三濃村 の一部               | 恵那郡 三濃村 の一部          | 恵那郡 三濃村 の一部           | 恵那郡 三濃村 の一部          | 恵那郡 三濃村 の一部 | 恵那郡 三濃村 の一部               | 恵那郡 三濃村 の一部   | 恵那郡 三濃村 の一部                           | 昭和30年 4月1日 恵那郡 明智町 に編入  | 恵那郡 明智町                 | 恵那郡 明智町                    | 恵那郡 明智町     | 平成 16年 10月25日 恵那市 | 恵那市            | 恵那市 |
| 恵那郡 才坂村     | 恵那郡 才坂村                       | 明治8年1月 恵那郡 横通村     | 恵那郡 横通村            | 恵那郡 横通村            | 恵那郡 横通村                          | 恵那郡 三濃村 の一部               | 恵那郡 三濃村 の一部          | 恵那郡 三濃村 の一部           | 恵那郡 三濃村 の一部          | 恵那郡 三濃村 の一部 | 恵那郡 三濃村 の一部               | 恵那郡 三濃村 の一部   | 恵那郡 三濃村 の一部                           | 昭和30年 4月1日 恵那郡 明智町 に編入  | 恵那郡 明智町                 | 恵那郡 明智町                    | 恵那郡 明智町     | 平成 16年 10月25日 恵那市 | 恵那市            | 恵那市 |

## 気候
気候は、夏は比較的冷涼であり、冬の寒さが厳しい。山間地に入れば入るほどその傾向は大きくなる。冬の降水量は少なく、即ち降雪の少ない乾燥した気候となる。山岡町ではその気候を生かし、細寒天の生産量が日本一である。

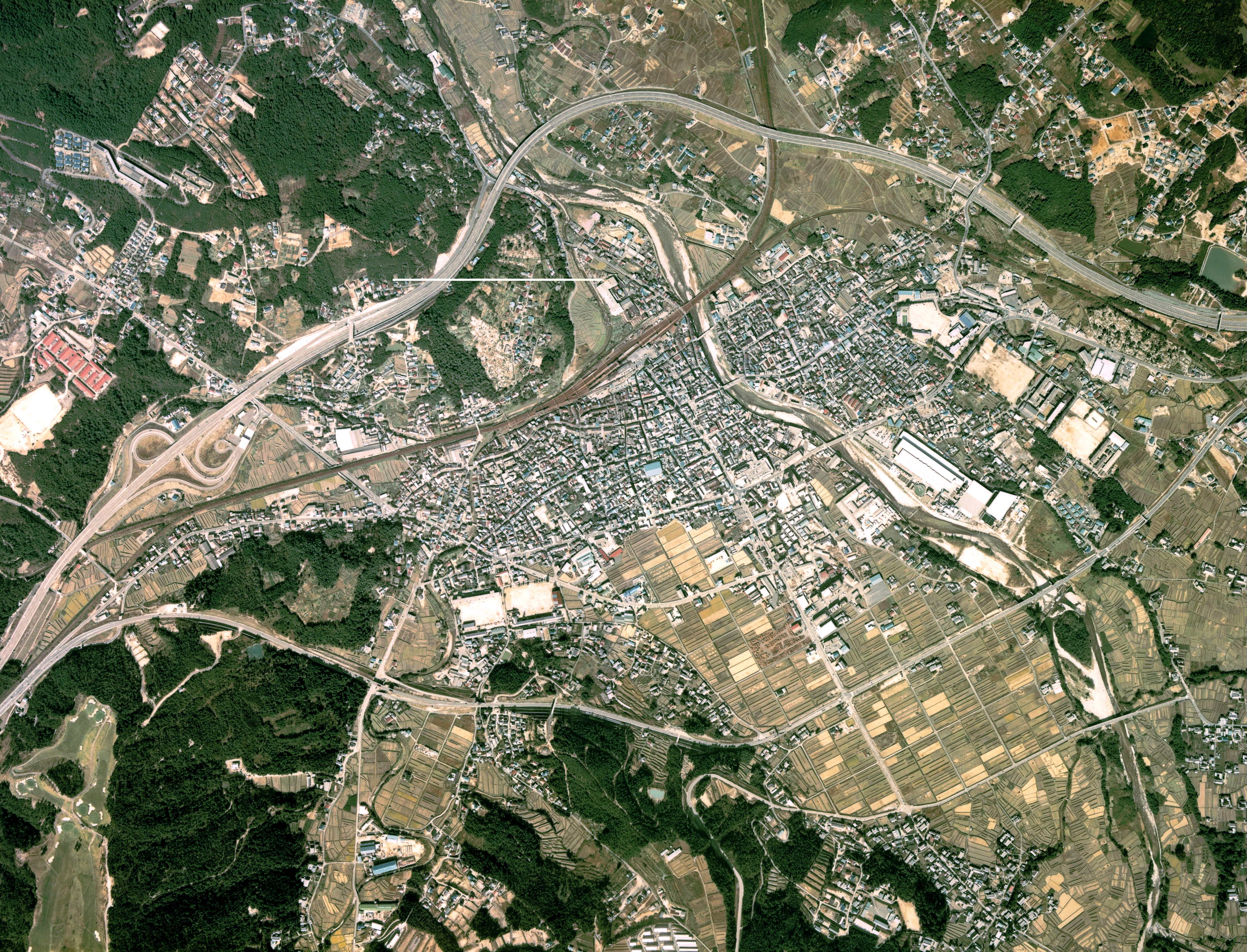
恵那市中心部周辺の空中写真。1976年撮影の2枚を合成作成。。

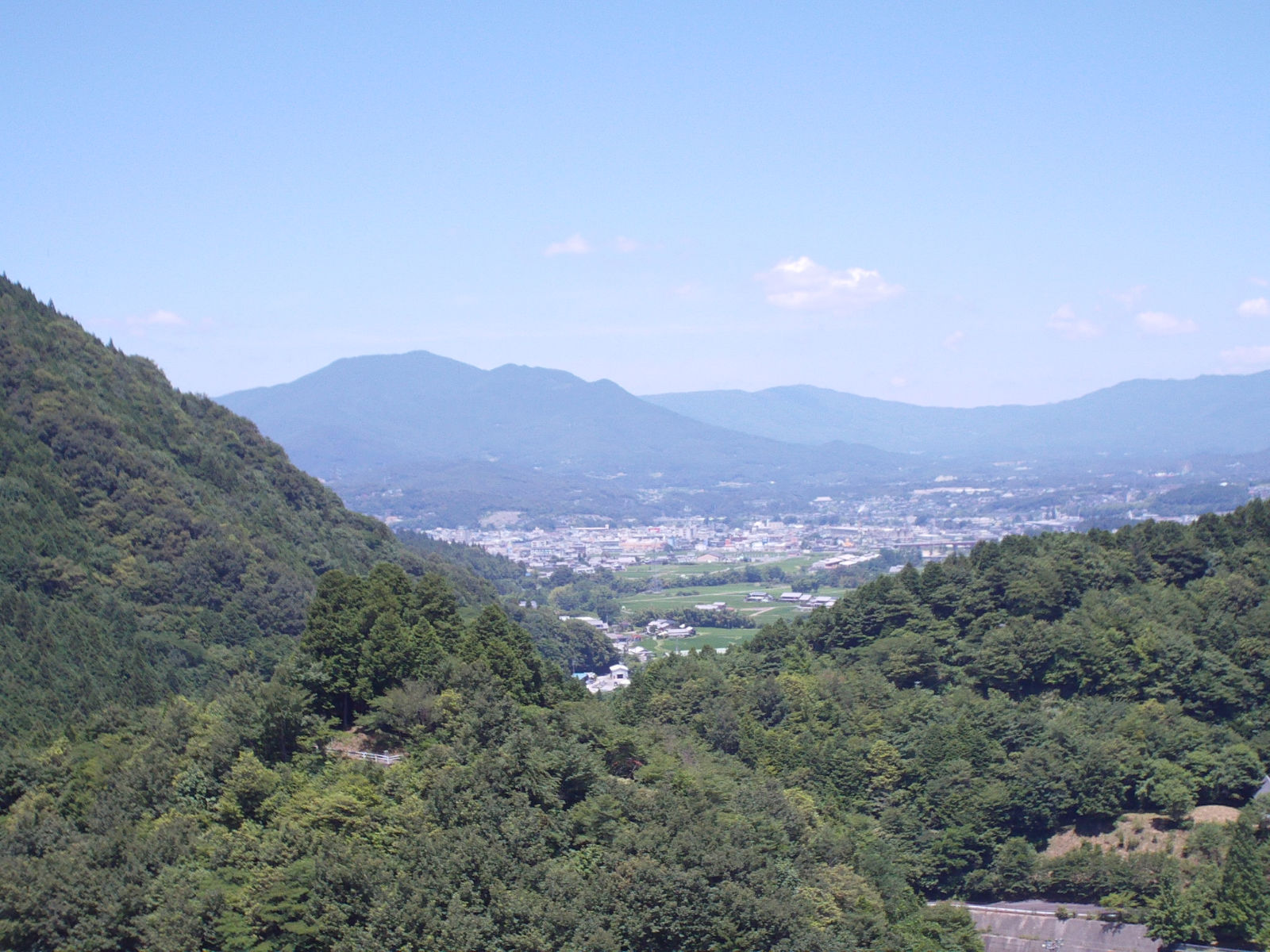
阿木川ダムからの市街の眺望

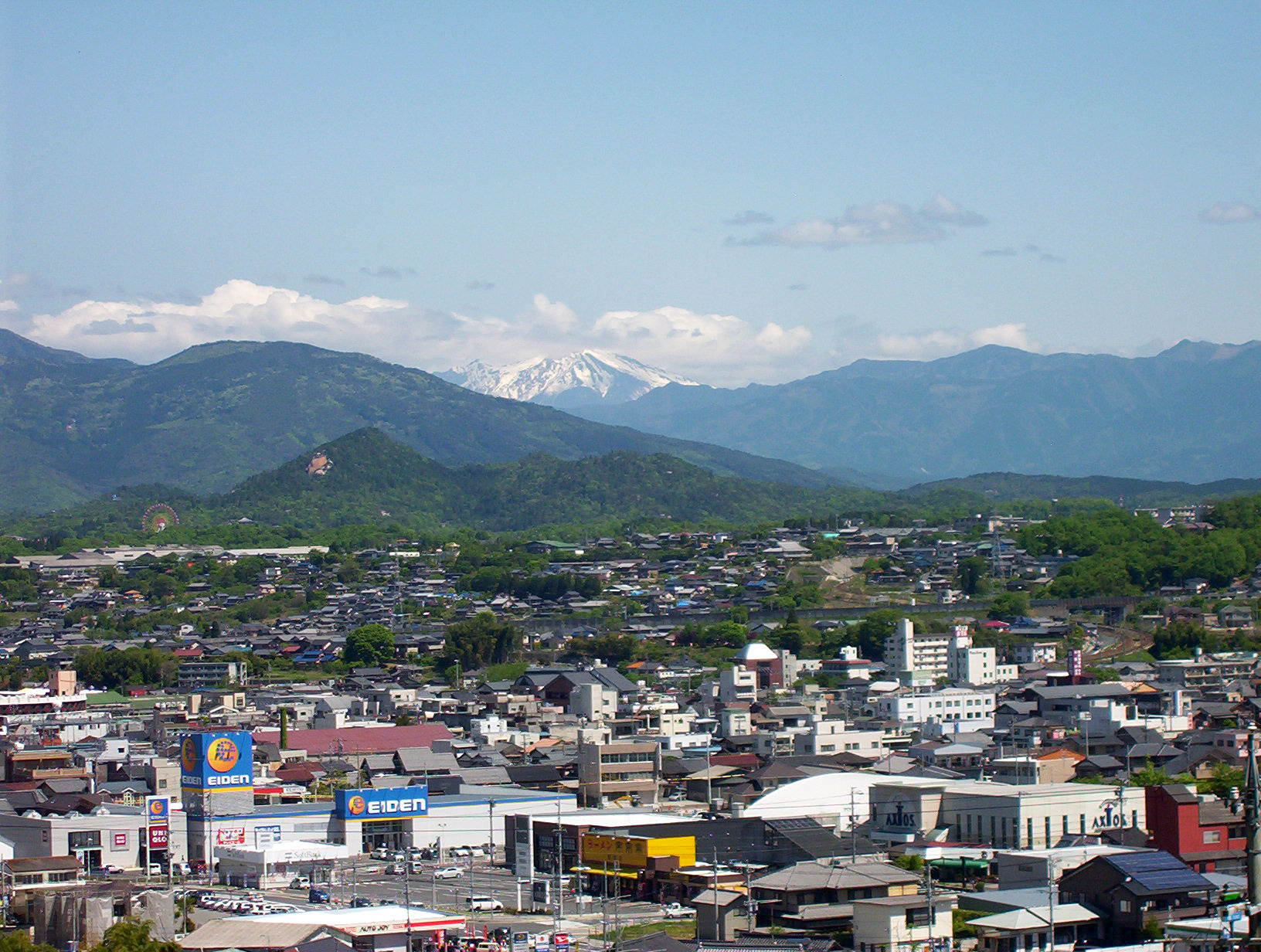
恵那市街。中央の山は御嶽山である

| 恵那（1991年 - 2020年）の気候      | 恵那（1991年 - 2020年）の気候 | 恵那（1991年 - 2020年）の気候 | 恵那（1991年 - 2020年）の気候 | 恵那（1991年 - 2020年）の気候 | 恵那（1991年 - 2020年）の気候 | 恵那（1991年 - 2020年）の気候 | 恵那（1991年 - 2020年）の気候 | 恵那（1991年 - 2020年）の気候 | 恵那（1991年 - 2020年）の気候 | 恵那（1991年 - 2020年）の気候 | 恵那（1991年 - 2020年）の気候 | 恵那（1991年 - 2020年）の気候 | 恵那（1991年 - 2020年）の気候 |
| 月                                 | 1月                           | 2月                           | 3月                           | 4月                           | 5月                           | 6月                           | 7月                           | 8月                           | 9月                           | 10月                          | 11月                          | 12月                          | 年                            |
| ---------------------------------- | ----------------------------- | ----------------------------- | ----------------------------- | ----------------------------- | ----------------------------- | ----------------------------- | ----------------------------- | ----------------------------- | ----------------------------- | ----------------------------- | ----------------------------- | ----------------------------- | ----------------------------- |
| 最高気温記録 °C （°F）             | 17.5 (63.5)                   | 20.9 (69.6)                   | 25.5 (77.9)                   | 29.9 (85.8)                   | 33.3 (91.9)                   | 36.5 (97.7)                   | 38.8 (101.8)                  | 38.5 (101.3)                  | 36.6 (97.9)                   | 31.3 (88.3)                   | 25.0 (77)                     | 21.0 (69.8)                   | 38.8 (101.8)                  |
| 平均最高気温 °C （°F）             | 7.2 (45)                      | 8.8 (47.8)                    | 13.4 (56.1)                   | 19.3 (66.7)                   | 23.9 (75)                     | 26.7 (80.1)                   | 30.3 (86.5)                   | 32.1 (89.8)                   | 27.9 (82.2)                   | 22.1 (71.8)                   | 16.0 (60.8)                   | 9.8 (49.6)                    | 19.8 (67.6)                   |
| 日平均気温 °C （°F）               | 1.2 (34.2)                    | 2.1 (35.8)                    | 6.2 (43.2)                    | 11.9 (53.4)                   | 17.0 (62.6)                   | 20.8 (69.4)                   | 24.6 (76.3)                   | 25.6 (78.1)                   | 21.8 (71.2)                   | 15.5 (59.9)                   | 9.1 (48.4)                    | 3.5 (38.3)                    | 13.3 (55.9)                   |
| 平均最低気温 °C （°F）             | −3.5 (25.7)                   | −3.3 (26.1)                   | 0.0 (32)                      | 5.0 (41)                      | 10.7 (51.3)                   | 16.1 (61)                     | 20.4 (68.7)                   | 21.2 (70.2)                   | 17.4 (63.3)                   | 10.6 (51.1)                   | 3.8 (38.8)                    | −1.2 (29.8)                   | 8.1 (46.6)                    |
| 最低気温記録 °C （°F）             | −12.2 (10)                    | −13.6 (7.5)                   | −10.0 (14)                    | −4.4 (24.1)                   | −0.5 (31.1)                   | 5.1 (41.2)                    | 12.7 (54.9)                   | 12.2 (54)                     | 4.9 (40.8)                    | −1.2 (29.8)                   | −4.8 (23.4)                   | −10.2 (13.6)                  | −13.6 (7.5)                   |
| 降水量 mm （inch）                 | 62.0 (2.441)                  | 75.6 (2.976)                  | 136.9 (5.39)                  | 139.5 (5.492)                 | 165.3 (6.508)                 | 215.3 (8.476)                 | 261.3 (10.287)                | 202.2 (7.961)                 | 228.7 (9.004)                 | 155.4 (6.118)                 | 94.2 (3.709)                  | 68.9 (2.713)                  | 1,785.1 (70.28)               |
| 平均降水日数 （≥1.0 mm）           | 8.3                           | 7.8                           | 10.4                          | 10.8                          | 11.2                          | 13.8                          | 14.2                          | 11.4                          | 11.5                          | 10.0                          | 8.3                           | 8.7                           | 126.4                         |
| 平均月間日照時間                   | 153.3                         | 159.9                         | 186.3                         | 192.7                         | 195.7                         | 147.8                         | 164.2                         | 199.5                         | 158.7                         | 163.6                         | 157.0                         | 146.6                         | 2,024.4                       |
| 出典1：Japan Meteorological Agency |                               |                               |                               |                               |                               |                               |                               |                               |                               |                               |                               |                               |                               |
| 出典2：気象庁                      |                               |                               |                               |                               |                               |                               |                               |                               |                               |                               |                               |                               |                               |

### 災害
- 2023年（令和5年）6月3日 - 前日からの令和5年台風第2号の集中豪雨により19棟で床下浸水の被害[7]。

## 行政

### 歴代市長
旧恵那市長
| 代 | 氏名       | 就任                      | 退任                       | 備考 |
| -- | ---------- | ------------------------- | -------------------------- | ---- |
| 1  | 松下辰造   | 1954年（昭和29年）4月29日 | 1958年（昭和33年）4月26日  |      |
| 2  | 長谷川東蔵 | 1958年（昭和33年）4月27日 | 1963年（昭和38年）2月20日  |      |
| 3  | 市川久次   | 1963年（昭和38年）4月30日 | 1967年（昭和42年）4月29日  |      |
| 4  | 和田謙蔵   | 1967年（昭和42年）4月30日 | 1971年（昭和46年）4月29日  |      |
| 5  | 横山正男   | 1971年（昭和46年）4月30日 | 1978年（昭和53年）4月23日  |      |
| 6  | 西尾道徳   | 1978年（昭和53年）6月11日 | 1988年（昭和63年）5月6日   |      |
| 7  | 森川正昭   | 1988年（昭和63年）6月19日 | 2004年（平成16年）10月24日 |      |

恵那市長
| 代     | 氏名     | 就任日         | 退任日         |
| ------ | -------- | -------------- | -------------- |
| 初-3代 | 可知義明 | 2004年11月28日 | 2016年11月27日 |
| 4代    | 小坂喬峰 | 2016年11月28日 | 現職           |

## 議会

### 市議会
- 定数：18人
- 任期：2024年11月28日 － 2028年11月27日
- 議長：鵜飼伸幸(新政会)
- 副議長：西尾努 (新政会)

| 会派名     | 議席数 | 議員名                                                                                         |
| ---------- | ------ | ---------------------------------------------------------------------------------------------- |
| 新政会     | 10     | 後藤康司、鵜飼伸幸、千藤安雄、西尾努、柘植孝彦、伊藤勝彦、服部紀史、太田敦之、林貴光、渡辺武彦 |
| 日本共産党 | 2      | 平林多津子、猿渡南江                                                                           |
| 無所属     | 6      | 町野道明 、佐々木透、秋山佳寛、各務美穂、高橋隼人、千賀丈史                                    |

### 衆議院
- 選挙区：岐阜5区 （多治見市、中津川市、瑞浪市、恵那市、土岐市）
- 任期：2024年10月27日 - 2028年10月26日
- 投票日：2024年10月27日
- 当日有権者数：263,919人
- 投票率：59.51％

| 当落 | 候補者名 | 年齢 | 所属党派     | 新旧別 | 得票数   | 重複 |
| ---- | -------- | ---- | ------------ | ------ | -------- | ---- |
| 当   | 古屋圭司 | 71   | 自由民主党   | 前     | 73,679票 | ○    |
| 比当 | 眞野哲   | 42   | 立憲民主党   | 新     | 58.973票 | ○    |
|      | 山田良司 | 64   | 日本維新の会 | 元     | 19.973票 | ○    |

## 人口
| |                                        |  |
| 恵那市と全国の年齢別人口分布（2005年） | 恵那市の年齢・男女別人口分布（2005年） |  |
| ■紫色 ― 恵那市 ■緑色 ― 日本全国 | ■青色 ― 男性 ■赤色 ― 女性              |  |
| 恵那市（に相当する地域）の人口の推移 \| 1970年（昭和45年） \| 57,876人 \| \| \| 1975年（昭和50年） \| 58,647人 \| \| \| 1980年（昭和55年） \| 59,161人 \| \| \| 1985年（昭和60年） \| 59,283人 \| \| \| 1990年（平成2年） \| 58,044人 \| \| \| 1995年（平成7年） \| 58,107人 \| \| \| 2000年（平成12年） \| 57,274人 \| \| \| 2005年（平成17年） \| 55,761人 \| \| \| 2010年（平成22年） \| 53,718人 \| \| \| 2015年（平成27年） \| 51,073人 \| \| \| 2020年（令和2年） \| 47,774人 \| \| |                                        |  |
| 総務省統計局 国勢調査より |                                        |  |
| 1970年（昭和45年） | 57,876人                               |  |
| 1975年（昭和50年） | 58,647人                               |  |
| 1980年（昭和55年） | 59,161人                               |  |
| 1985年（昭和60年） | 59,283人                               |  |
| 1990年（平成2年） | 58,044人                               |  |
| 1995年（平成7年） | 58,107人                               |  |
| 2000年（平成12年） | 57,274人                               |  |
| 2005年（平成17年） | 55,761人                               |  |
| 2010年（平成22年） | 53,718人                               |  |
| 2015年（平成27年） | 51,073人                               |  |
| 2020年（令和2年） | 47,774人                               |  |

## 姉妹都市・提携都市

### 日本国内
提携都市
- 藤枝市（静岡県） - 1989年11月18日ゆかりの郷提携
- 西尾市（愛知県） - 旧岩村町と友好都市提携
- 知多市（愛知県） - 旧岩村町とふるさと協定提携

## 工業
- 三幸毛糸紡績恵那工場（紡績工場の立地場所は恵那市笠置町姫栗）

## 工業団地
- 恵那テクノパーク
- 恵那ニューエストパーク

## 公共施設
国の機関の一部は恵那合同庁舎内にある。

### 公共機関
- 中部地方整備局庄内川河川事務所
  - 小里川ダム管理支所
- 岐阜労働局
  - 恵那労働基準監督署
  - 恵那公共職業安定所(ハローワーク恵那)
- 中部森林管理局東濃森林管理署
  - 岩村森林事務所
  - 上矢作治山事業所
- 岐阜県恵那総合庁舎
- 岐阜県恵那警察署
- 恵那市消防本部
  - 恵那消防署
    - 中野方救急分遣所

  - 岩村消防署
    - 上矢作分署

  - 明智消防署
- 恵那市役所
  - 東野振興事務所
  - 三郷振興事務所
  - 武並振興事務所
  - 笠置振興事務所
  - 中野方振興事務所
  - 飯地振興事務所
  - 岩村振興事務所
  - 山岡振興事務所
  - 明智振興事務所
  - 串原振興事務所
  - 上矢作振興事務所
  - 恵那中央出張所

### 文化
- 恵那文化センター
  - 恵那文化会館
  - 恵那市中央コミュニティセンター
  - 恵那市こども元気プラザ
- 恵那市中央図書館

### 体育
- 岐阜県クリスタルパーク恵那スケート場
- まきがね公園体育館
- まきがね公園野球場
- まきがね公園テニスコート
- まきがね公園弓道場
- まきがね公園多目的運動広場
- 槙ヶ根体育センター

### 病院・診療所
- 市立恵那病院
- 国民健康保険上矢作病院

## 教育

### 小学校
- 恵那市立中野方小学校
- 恵那市立恵那北小学校
- 恵那市立飯地小学校
- 恵那市立武並小学校
- 恵那市立長島小学校
- 恵那市立大井小学校
- 恵那市立東野小学校
- 恵那市立大井第二小学校
- 恵那市立三郷小学校
- 恵那市立岩邑小学校
- 恵那市立山岡小学校
- 恵那市立明智小学校
- 恵那市立串原小学校
- 恵那市立上矢作小学校

### 特別支援学校
- 岐阜県立恵那特別支援学校（旧岐阜県立岩村高等学校の跡地に立つ。校舎もそのままである）

### 中学校
- 恵那市立恵那西中学校
- 恵那市立恵那東中学校
- 恵那市立恵那北中学校
- 恵那市立岩邑中学校
- 恵那市立山岡中学校
- 恵那市立明智中学校
- 恵那市立串原中学校
- 恵那市立上矢作中学校

### 高校
- 岐阜県立恵那高等学校
- 岐阜県立恵那農業高等学校
- 岐阜県立恵那南高等学校

### 大学
- 中部大学恵那キャンパス

### 指定自動車教習所
- 恵那安全運転研修センター

## 交通

### 鉄道

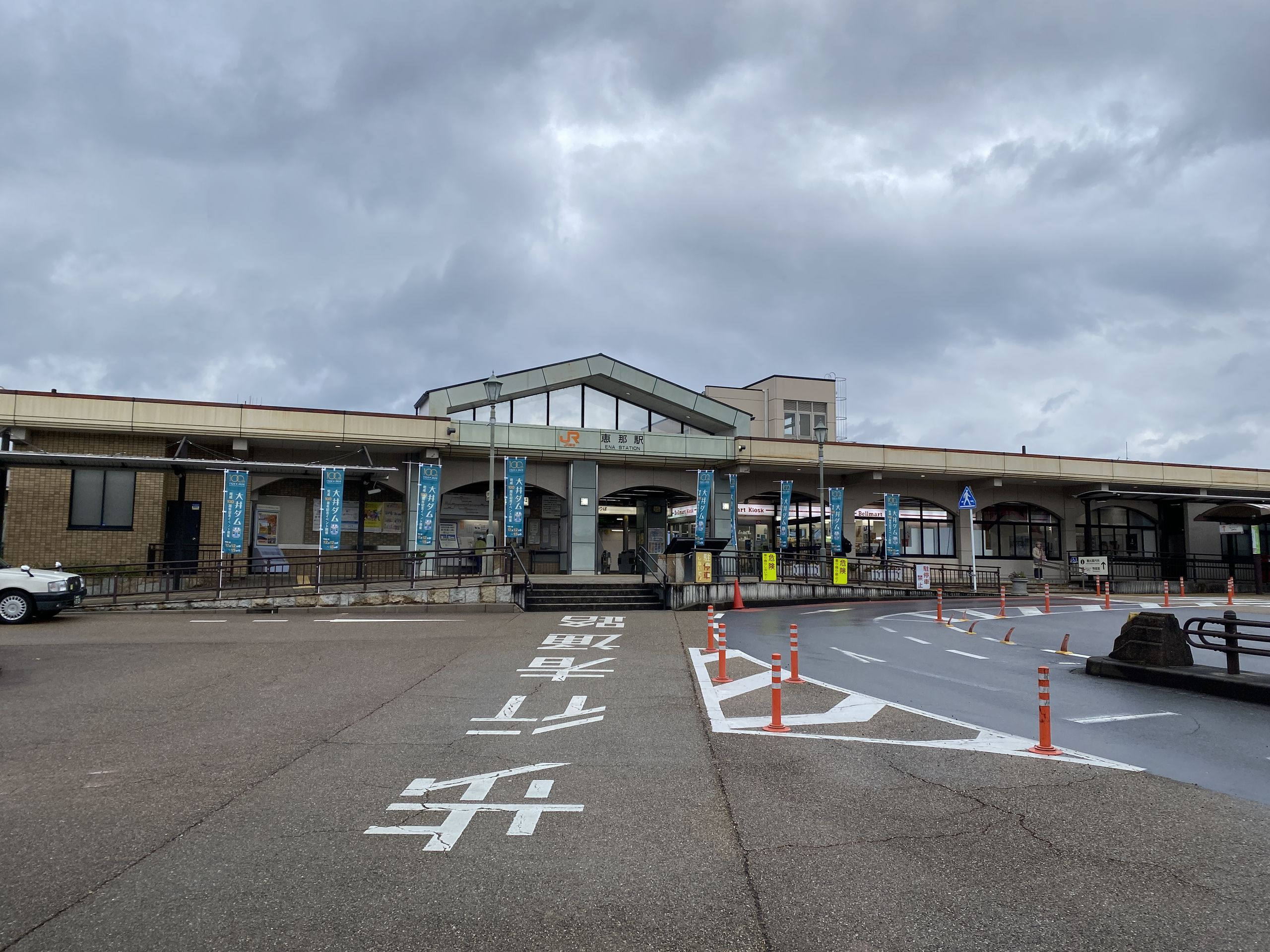
恵那駅

市の中心となる駅：恵那駅
東海旅客鉄道（JR東海）
中央本線：（中津川市）- 恵那駅 - 武並駅 -（瑞浪市）
明知鉄道
明知線 ：恵那駅 - 東野駅 -（この間の駅は中津川市内）- 飯羽間駅 - 極楽駅 - 岩村駅 - 花白温泉駅 - 山岡駅 - 野志駅 - 明智駅
なお、1906年から1935年には現在の市域に路面電車である岩村電気軌道も存在した。

### バス
- 東濃鉄道
- 北恵那交通
- 恵那市自主運行バス
- 豊田市旭地域バス生駒線（火・木曜日運行）
  - 小渡中央広場（※1） - 土場（※2） - 閑羅瀬（※2） - 矢作ダム（※2） - 田津原河合
※1：とよたおいでんバスに接続。
※2：「土場」 - 「閑羅瀬」 - 「矢作ダム」間のバス停にて、恵那市自主運行バス（串原地区各線）に乗り換え可能。
- 中央道高速バス新宿線（名鉄バス）・中央高速バス名古屋線（京王バス）（名鉄バスと京王バスの共同運行）
  - 名鉄バスセンター - 恵那 - バスタ新宿（新宿駅南口）
恵那バス停では、新宿方面行きは「乗車」のみ、名古屋方面行きは「降車」のみ。
- 中央道高速バス飯田線（名鉄バス）・高速名古屋線（信南交通）（名鉄バスと信南交通の共同運行）
  - 名鉄バスセンター - 恵那 - 昼神温泉 - 飯田駅
恵那バス停に停車するのは1日1往復のみ。

### 道路

#### 高速道路
- 中央自動車道 ： 恵那IC - 恵那峡SA

#### 一般国道
- 国道19号
- 国道257号
- 国道363号
- 国道418号

#### 都道府県道

##### 主要地方道
- 愛知県道・岐阜県道11号豊田明智線
- 岐阜県道・愛知県道20号瑞浪大野瀬線
- 岐阜県道33号瑞浪上矢作線
- 岐阜県道65号恵那御嵩線
- 岐阜県道66号多治見恵那線
- 岐阜県道68号恵那白川線
- 岐阜県道72号恵那蛭川東白川線

##### 一般県道
- 長野県道・愛知県道・岐阜県道101号月瀬上矢作線
- 愛知県道351号・岐阜県道109号上仁木明智線
- 岐阜県道394号大湫恵那線
- 岐阜県道401号恵那峡公園線
- 岐阜県道402号中野方七宗線
- 岐阜県道403号下明智線
- 岐阜県道405号下手向陶線
- 岐阜県道407号阿木大井線
- 岐阜県道408号中野方苗木線
- 岐阜県道409号毛呂窪姫栗線
- 岐阜県道410号苗木恵那線
- 岐阜県道412号恵那八百津線
- 岐阜県道413号東野中津川線
- 岐阜県道415号恵那停車場線
- 岐阜県道406号久保原阿木線
- 岐阜県道417号串原明智山岡線
- 岐阜県道421号武並土岐多治見線

#### その他
- 美濃東部広域農道

## 放送通信
- 市外局番は大半の地域で0573（恵那MA）が使用される[注釈 1]。ただし明智町吉良見は隣接する瑞浪市と同じ0572（多治見MA）が使用される。
  - なお、隣接する中津川市も同じ0573であるが、蛭川地区を除きMAが違う（中津川MA）ため、市外局番からダイヤルする必要がある。なお、蛭川地区は同じ恵那MAのため市外局番からのダイヤルは不要である。

## 主な神社
- 武並神社
- 笠置神社 (恵那市)
- 市神神社 (恵那市)
- 八幡神社 (恵那市岩村町)
- 白山比咩神社 (恵那市)
- 八王子神社 (恵那市)
- 大船神社 (恵那市)
- 中山神社 (恵那市)

## 観光スポット

### 温泉・入浴施設
- くしはら温泉ささゆりの湯
- 花白温泉
- 鹿之湯温泉
- 恵那ラジウム温泉
- 恵那峡温泉

### キャンプ場
- 保古の湖キャンプ場
- 飯地高原自然テント村
- 県民休養林望郷の森キャンプ場
- 福寿の里モンゴル村
- 越沢コテージ
- かわせみ
- くしはら温泉ささゆりの湯オートキャンプ場
- 奥矢作レクリエーションセンター
- しらたかキャンプ場
- 癒しの森キャンプ場ｰ恵那
- 岩村ブラウンシーパーク
- Rustic field 郷山広場 キャンプフィールド

### 景勝地

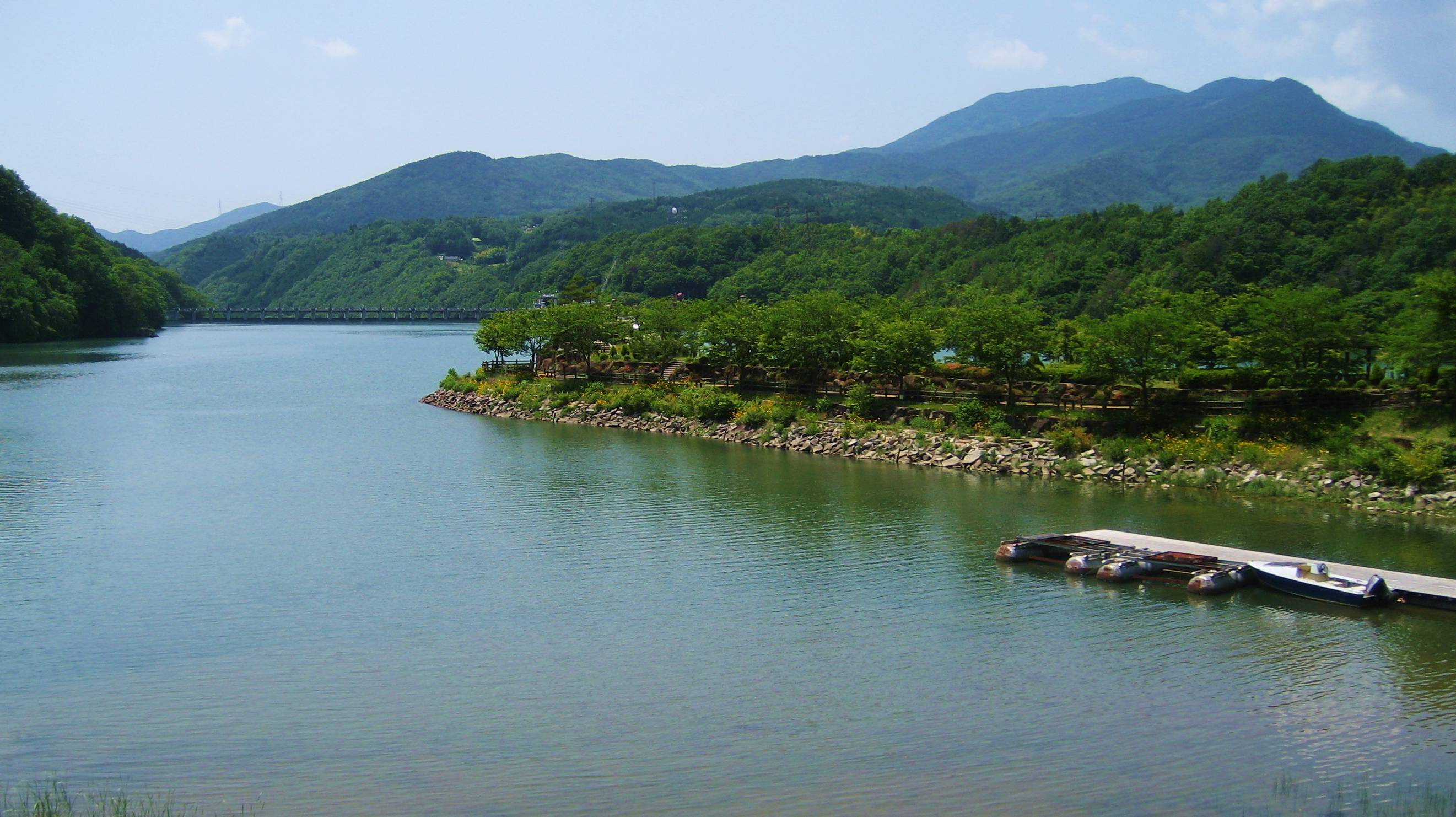
恵那峡

- 恵那峡[8]恵那峡
  - 恵那峡さざなみ公園（恵那弁財眞天[9]）
  - 恵那峡の里[10]
  - 傘岩（国の天然記念物）
  - 大井ダム
- 根の上高原
- 保古の湖
- 東濃牧場
- 矢作ダム・奥矢作湖
- 阿木川ダム・阿木川湖
- 磐座の森[11]
- 坂折棚田
- 達原渓谷
- 天瀑山
- 笠置峡

### 名所・旧跡

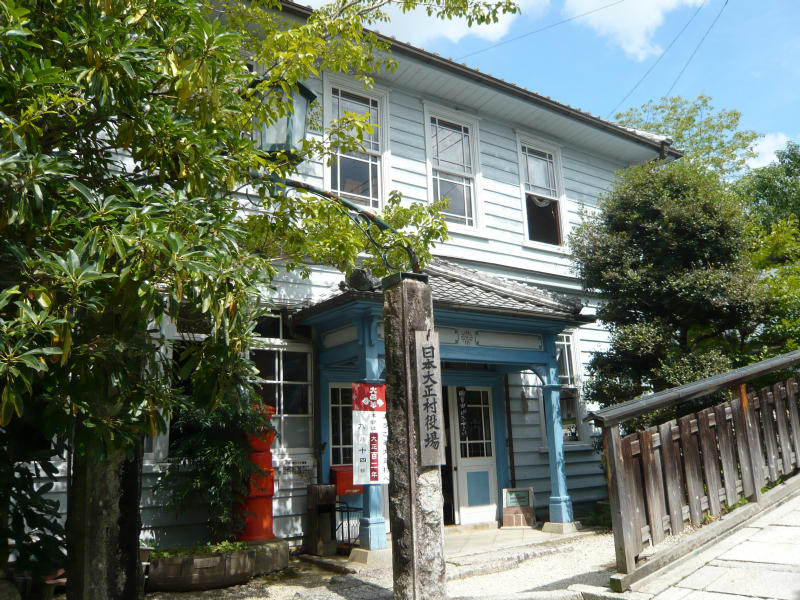
日本大正村

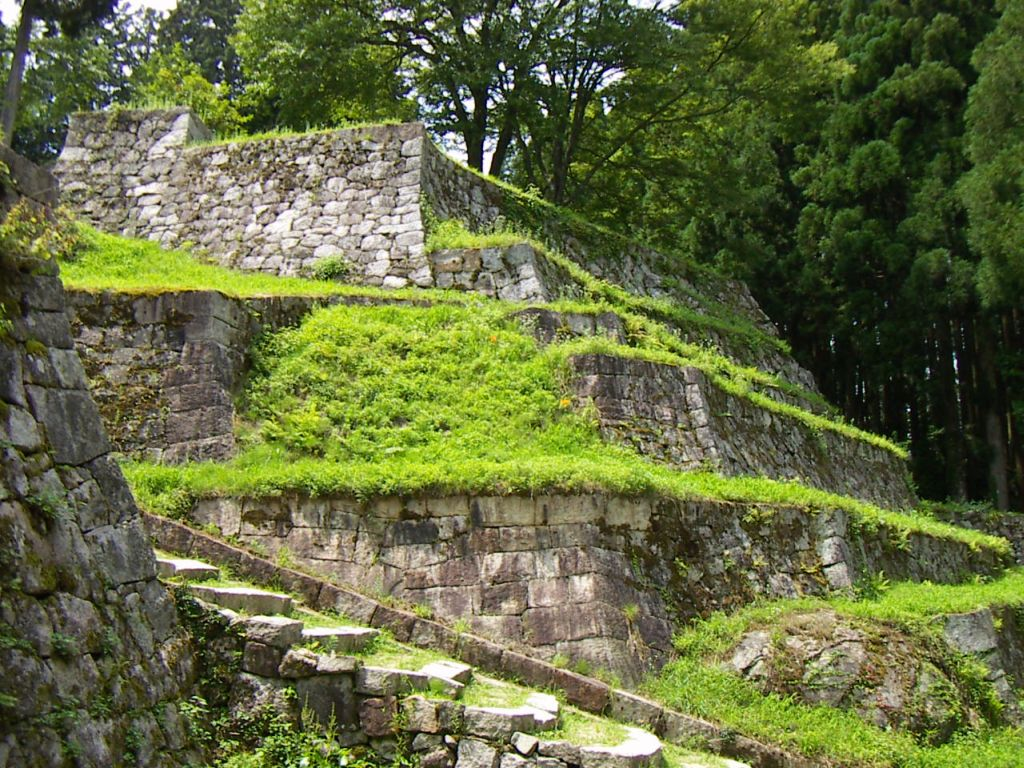
日本三大山城である岩村城

- 中山道大井宿
- 岩村城址（県指定史跡）
- 岩村町本通り重要伝統的建造物群保存地区
- 日本大正村

### 観光施設
- 恵那銀の森
- 澄ヶ瀬やな

### 記念館・博物館・史料館
- 中山道広重美術館
- 横井照子ひなげし美術館
- 中山道ひし屋資料館
- 中山道明治天皇大井行在所
- 岩村歴史資料館
- 日本大正村資料館
- 串原郷土館
- 恵那市山岡郷土史料館
- 阿木川ダム防災資料館
- 旧恵那市役所飯地事務所庁舎（飯地町ふるさと民俗資料館） - 国登録有形文化財

### その他
- 岐阜県クリスタルパーク恵那スケート場
- シアター恵那
- 明智ヒルトップサーキット
- 恵那笠置山オートパーク
- 笠置山クライミングエリア
- 恵那市山岡陶業文化センター
- 茅の宿とみだ
- 五毛座
- 熊野座（熊野会館）
- 鍋山メンヒル
- 爪切地蔵
- 飯高観音
- 大圓寺 (恵那市)跡
- 鷹撃谷城址（市指定史跡）- 指定名称は「大井城」。

### 道の駅
- 道の駅そばの里らっせいみさと
- 道の駅上矢作ラ・フォーレ福寿の里
- 道の駅おばあちゃん市・山岡

## 名物・地域グルメ・特産物
- 栗きんとん
- からすみ (菓子)
- 菊ごぼう
- キクイモ
- しょう味噌
- 五平餅
- はちのこ
- 恵那栗
- 恵那コシヒカリ
- 恵那茶
- 恵那山麓寒天豚
- 恵那鶏
- 恵那錆石

## 著名な出身者
- 佐藤一斎（儒学者）
- 古屋慶隆（政治家）
- 荒木清寛（政治家、参議院議員）
- 大島浩（外交官、駐独大使）
- 伊藤鉄男（検察官、次長検事）
- 伊藤喜美（実業家、バロー創業者）
- 三好学（植物学者）
- 岩久正明（歯学者）
- 古田隆彦（社会学者）
- 下田歌子（教育者、実践女子学園創立者）
- 山本芳翠（画家）
- 勝川克志（漫画家）
- 恵那司千浩（元大相撲力士）
- 吉村典男（元プロ野球選手）
- 牧野剛（評論家）
- 宮嶋麻衣（女優）
- 野々村真白（声優） - 恵那市の中学・高校に通った。プロフィール上の出身地は愛知県。
- 澤田南（タレント）
- 伊藤こう大（お笑い芸人、こりゃめでてーな）

### 名誉市民
- 伊藤喜美[12]

## こころの合併プロジェクト
合併で市域が広範囲に及ぶようになったことで、地域の意識はひとつになるのだろうかと感じた市民グループにより、人々の融和を目指した映画『ふるさとがえり』の制作が行われた。